# Eschborn
Eschborn ist eine Stadt mit 22.403 Einwohnern (31. Dezember 2024) im südhessischen Main-Taunus-Kreis. Sie gehört zur Stadtregion Frankfurt und grenzt im Süden unmittelbar an das Stadtgebiet von Frankfurt am Main.

## Geographie

### Geographische Lage
Eschborn liegt im Rhein-Main-Gebiet am östlichen Rand des Main-Taunus-Kreises. Es ist mit den Frankfurter Stadtteilen Sossenheim und Rödelheim benachbart und gehört zur Stadtregion Frankfurt. Die Frankfurter Innenstadt ist 7 km, der Flughafen Frankfurt Main 15 km entfernt. Zu Eschborn gehört der Stadtteil Niederhöchstadt, der im Norden an Eschborn grenzt.

### Nachbargemeinden
Eschborn grenzt im Norden an die Städte Kronberg im Taunus und Steinbach (Taunus) (beide Hochtaunuskreis), im Osten und Süden an die kreisfreie Stadt Frankfurt am Main sowie im Westen an die Stadt Schwalbach am Taunus (Main-Taunus-Kreis).

## Geschichte

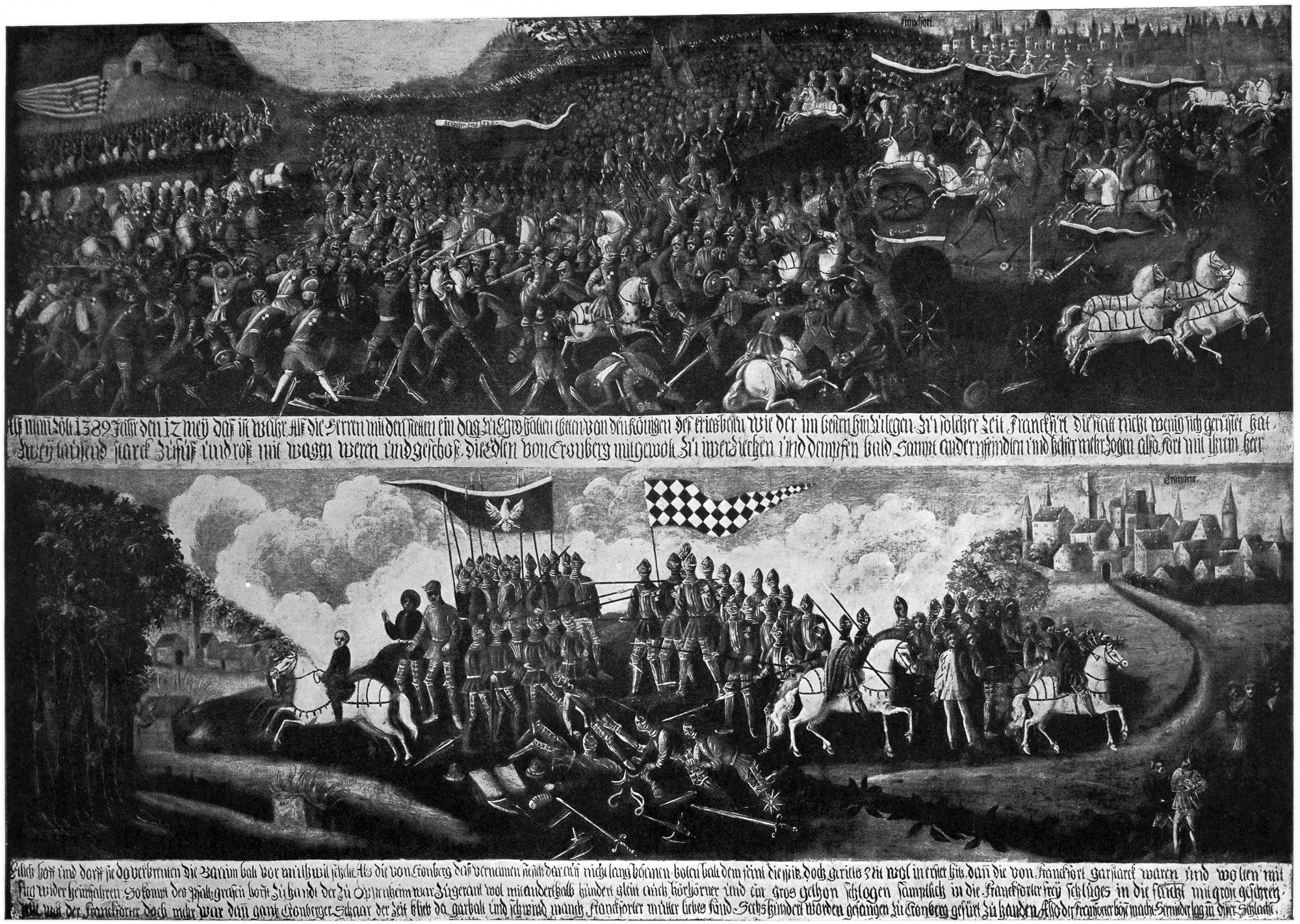
Schlacht bei Eschborn im Jahr 1389

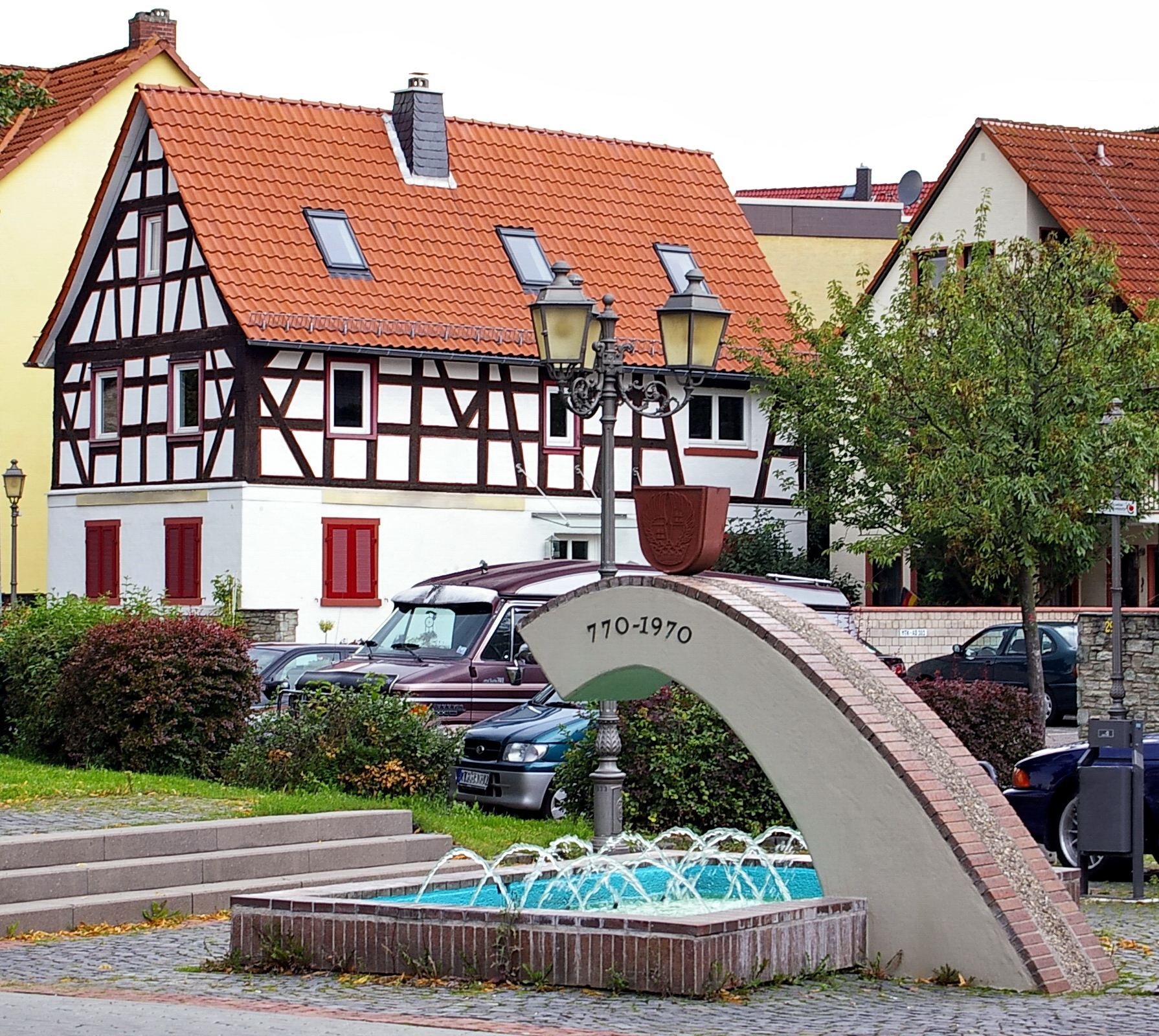
Der zentrale Dorfbrunnen erinnert an die über 1200 Jahre zurückliegende Ersterwähnung von Eschborn

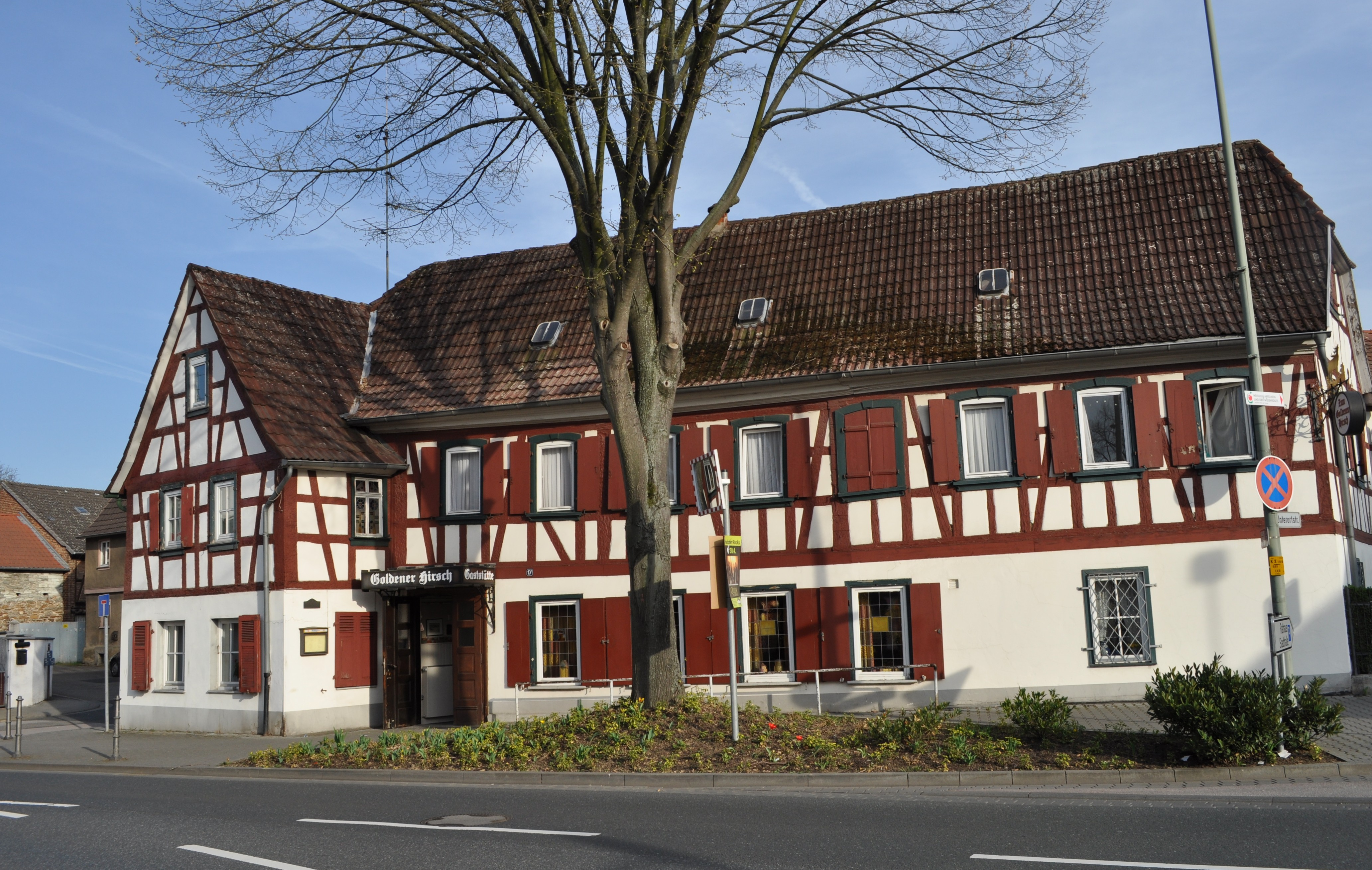
Fachwerkhaus an der Hauptstraße

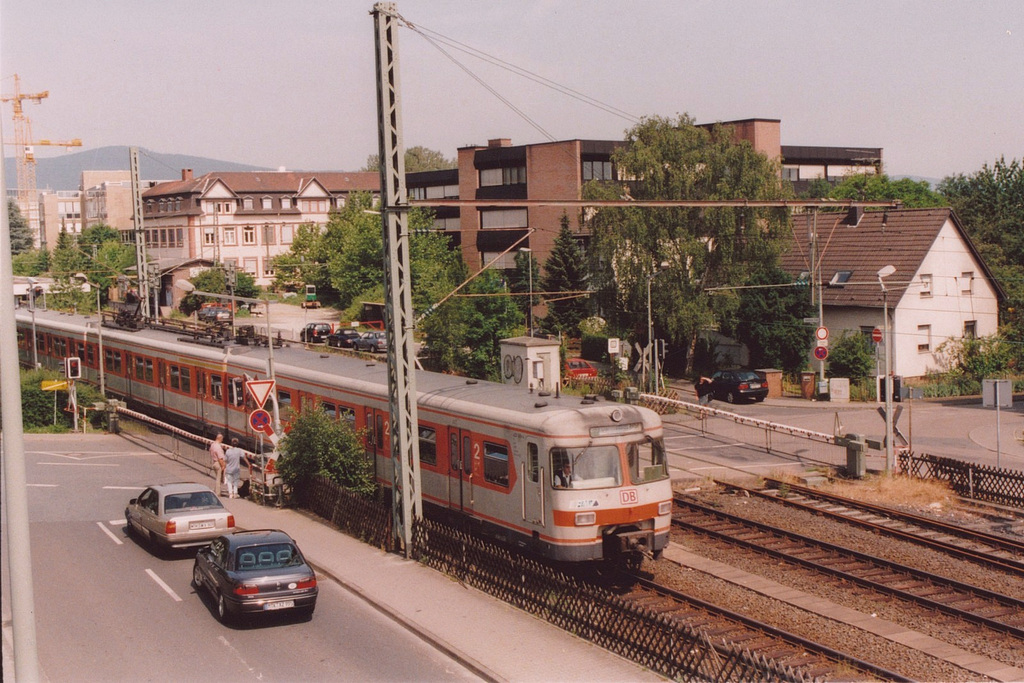
Der Eschborner Bahnhof im Jahr 2000

Im Jahr 770 wurde Eschborn als Aschenbrunne in einer Schenkungsurkunde an das Kloster Lorsch bekanntermaßen erstmals urkundlich erwähnt:
770. 12. Juni.
In Gottes Namen schenke ich, Risolf, und mein Bruder Hadalmar, für den heiligen Märtyrer Nazarius, zu der Zeit, da der verehrungswürdige Abt Gunduland dem Kloster vorsteht, unter der Versicherung, dass es für alle Zeiten gilt, durch Kontrakt gestützt, in Aschenbrunne im Niddagau eine Hufe Landes und 44 Leibeigene und einen Weinberg. 
Geschehen im Kloster Lorsch am 12. Juni, dem zweiten Jahr des Königs Karl.
Der Name Aschenbrunne bedeutet so viel wie „Brunnen an der Esche“. Am 3. Juli 875 zerstörte eine Überschwemmung den Ort, wobei 88 Menschen und fast der gesamte Viehbestand getötet wurden. Die Eschborner Turmburg wurde im 11. Jahrhundert erbaut, sie wird mit den Ende des 12./Anfang des 13. Jhs. auftauchenden Herren von Eschborn in Verbindung gebracht, die ihren Hauptsitz kurz darauf nach Kronberg verlegten. Eschborn gehörte als Reichslehen den Herren von Cronberg, bis diese 1704 ausstarben und ihre Herrschaft an Kurmainz fiel.
1389 fand die Schlacht bei Eschborn statt. Im Rahmen des Krieges des rheinischen Städtebundes gegen den Pfalzgrafen zog die Stadt Frankfurt gegen die Ritter von Cronberg zu Felde. Die Cronberger und ihre zu Hilfe geeilten Verbündeten (der Pfalzgraf und die Hanauer) siegten und nahmen zahlreiche Gefangene, unter anderem auch den Bürgermeister von Frankfurt, die sie erst gegen eine Zahlung von 73.000 Goldgulden Lösegeld freigaben. 2014 pflanzten die Hamburger Künstler Ulrich Genth und Heike Mutter sechsundzwanzig Bäume auf einen ehemaligen Acker in Schieflage. Die Bäume werden durch Stahlhalterungen unterschiedlicher Formen in Schräglage gehalten. Das Kunstwerk Schiefer Wald soll an die Schlacht bei Eschborn erinnern.
Bei einem Gefecht bei Höchst 1622 zwischen General Tilly und Christian von Braunschweig während des Dreißigjährigen Kriegs wurden die alte Burganlage und nahezu der gesamte Ort zerstört (siehe dazu Näheres unter Schlacht bei Höchst).
Durch den Frieden von Lunéville 1801 gelangte der Fürst von Nassau-Usingen in den Besitz der Herrschaft Kronberg. 1806 gingen Kronberg und Niederhöchstadt gemeinsam als Teil des Fürstentums Nassau-Usingen im neu formierten Herzogtum Nassau unter der Führung des Hauses Nassau-Weilburg auf. Nach der Annektierung des Herzogtums durch Preußen im Jahre 1866 nach dem preußisch-österreichischen Krieg fielen Eschborn und Niederhöchstadt an das Königreich Preußen. Mit der Gründung des Deutschen Kaiserreichs gehörte Eschborn ab 1871 zum Deutschen Reich. Mit der Eröffnung der Bahnstrecke Rödelheim-Kronberg der Kronberger Bahn am 19. August 1874 erhielt Eschborn den ersten Eisenbahnanschluss.
In Eschborn lebten bei Kriegsbeginn 1914 1549 Menschen; davon rückten 205 Männer zum Kriegsdienst ein. Bis zu 50 Kriegsgefangene aus Frankreich und Russland lebten in Eschborn.

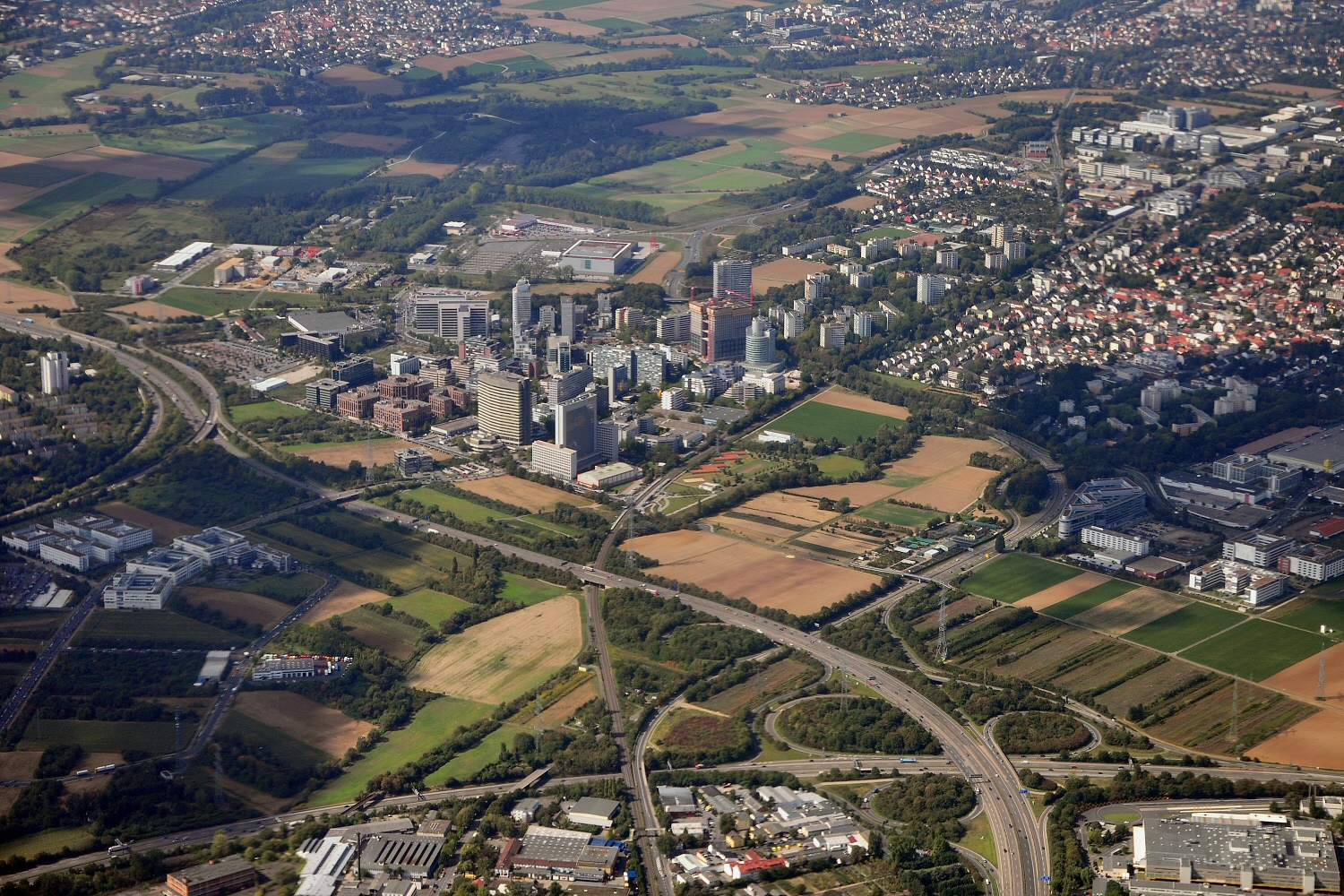
Blick auf die „Bürostadt Eschborn“

Am 1. Januar 1939 startete der Bau des Militärflugplatzes Frankfurt-Sossenheim (späterer Name: Fliegerhorst Eschborn), der nie vollendet wurde. Der Militärflugplatz, den die Deutschen Ende der 1930er Jahre unter dem Tarnnamen „Schafweide“ errichteten, bestand zunächst nur aus einer großen Wiesenfläche und wenigen Baracken. Es entstanden mehrere große aus Stein gebaute Hangars, von denen heute noch einer steht. Die Kommandantur sowie die Mehrzahl der übrigen Gebäude wurden nur als Baracken gebaut. Der Flugplatz war unter der Bezeichnung Eschborn während des gesamten Zweiten Weltkrieges im Einsatz. Insbesondere wurden dort auf Lastenseglern Piloten ausgebildet. Von April 1945 bis Kriegsende (Mai 1945) waren auf dem Platz, der unter deutscher Verwaltung keine befestigte Start- und Landebahn hatte, Jagdflugzeuge der US Air Force stationiert, die von dort aus Einsätze gegen das Deutsche Reich flogen. Nach Kriegsende kam dem Flugplatz Eschborn große Bedeutung als Ausweichflugplatz für den noch nicht wiederhergestellten Flughafen Rhein‐Main – der heutige Flughafen Frankfurt Main – zu. Mit der Wiederinbetriebnahme des Frankfurter Flughafens wurde der Flugbetrieb in Eschborn eingestellt. Auf dem Gelände, welches zu einem Teil auf der Gemarkung von Schwalbach liegt, verblieb bis 1992 die US-Kaserne Camp Eschborn, wo amerikanische Streitkräfte (Pioniereinheit mit schwerem Gerät) stationiert waren. Das Gelände wurde nach dem Abzug von der Stadt gekauft und zum Gewerbegebiet Camp-Phönix-Park umgebaut. Die 1948 bis 1972 betriebene Empfangsfunkstelle Eschborn nutzten vor allem US-Soldaten zur Überseetelefonie in die Heimat.
Das Zweite Deutsche Fernsehen (ZDF) nahm unter seinem ersten Intendanten Karl Holzamer am 1. April 1963 seinen Betrieb in Eschborn auf, zog jedoch 1964 nach Wiesbaden und 1974 nach Mainz.
Aus Anlass der 1200-Jahr-Feier wurde der Gemeinde Eschborn am 14. April 1970 durch die Hessische Landesregierung das Recht zur Führung der Bezeichnung Stadt verliehen.
Im Zuge der Gebietsreform in Hessen wurde die Nachbargemeinde Niederhöchstadt freiwillig durch den Eingemeindungsvertrag vom 15. September 1971 am 31. Dezember 1971 in die Stadt Eschborn eingemeindet.
Ortsbezirke nach der Hessischen Gemeindeordnung wurden nicht errichtet.

### Historische Namensformen
In historischen Dokumenten ist der Ort im Laufe der Jahrhunderte unter wechselnden Ortsnamen belegt:
- Aschenbrunne (770)
- Aschibrunnen (782)
- Aschebrunne (782)
- Aschenbrunnen (782)
- Aschibrunen (789)
- Askebrunnen (800)
- Aschebrunnen (1008)
- Esscheborn (1274)

### Staats- und Verwaltungsgeschichte im Überblick
Die folgende Liste zeigt die Staaten, in denen Eschborn lag, und deren nachgeordnete Verwaltungseinheiten, denen es angehört(e):
- Im Frühmittelalter: Fränkisches Reich, Niddagau
- ab 1339: Heiliges Römisches Reich, Kurmainz,  Kurmainzer Lehen unter Cronberger Herrschaft
- ab 1704: Heiliges Römisches Reich, Kurmainz, Amt Cronberg
- ab 1787: Heiliges Römisches Reich, Kurfürstentum Mainz, Unteres Erzstift, Amt Cronberg
- ab 1803: Heiliges Römisches Reich, Fürstentum Nassau-Usingen (durch Reichsdeputationshauptschluss), Oberamt Höchst und Königstein, Amt Cronberg
- ab 1806: Herzogtum Nassau, Amt Cronberg
- ab 1810: Herzogtum Nassau, Amt Oberursel
- ab 1815: Herzogtum Nassau, Amt Königstein
- ab 1817: Herzogtum Nassau, Amt Höchst
- ab 1849: Herzogtum Nassau, Kreisamt Höchst
- ab 1854: Herzogtum Nassau, Amt Höchst
- ab 1867: Königreich Preußen, Provinz Hessen-Nassau, Kreis Wiesbaden (Trennung zwischen Justiz (Amtsgericht Höchst am Main) und Verwaltung)
- ab 1871: Deutsches Reich, Königreich Preußen, Provinz Hessen-Nassau, Amt Höchst
- ab 1886: Deutsches Reich, Königreich Preußen, Provinz Hessen-Nassau, Kreis Höchst
- ab 1918: Deutsches Reich, Freistaat Preußen, Provinz Hessen-Nassau, Regierungsbezirk Wiesbaden, Kreis Höchst
- ab 1928: Deutsches Reich, Freistaat Preußen, Provinz Hessen-Nassau, Main-Taunus-Kreis
- ab 1944: Deutsches Reich, Freistaat Preußen, Provinz Nassau,  Main-Taunus-Kreis
- ab 1945: Deutsches Reich, Amerikanische Besatzungszone, Groß-Hessen, Regierungsbezirk Wiesbaden, Main-Taunus-Kreis
- ab 1946: Deutsches Reich, Amerikanische Besatzungszone, Hessen, Regierungsbezirk Wiesbaden, Main-Taunus-Kreis
- ab 1949: Bundesrepublik Deutschland, Hessen, Regierungsbezirk Wiesbaden, Main-Taunus-Kreis
- ab 1968: Bundesrepublik Deutschland, Hessen, Regierungsbezirk Darmstadt, Main-Taunus-Kreis

### Einwohnerentwicklung
| - 1870: 0.0856 - 1890: 01.037 - 1910: 01.454 - 1928: 01.700 - 1940: 01.679 - 1945: 01.912 - 1950: 02.582 | - 1960: 04.259 - 1970: 12.198 - 1972: 17.621 - 1980: 17.763 - 1990: 18.235 - 1998: 19.256 - 1999: 19.388 | - 2000: 19.630 - 2001: 20.015 - 2002: 20.153 - 2003: 20.266 - 2004: 20.580 - 2005: 20.753 - 2006: 20.771 | - 2008: 20.732 - 2011: 20.789 - 2016: 21.228 - 2017: 21.419 - 2019: 21.609 |

(jeweils zum 31. Dezember)

Einwohnerentwicklung Eschborns 1870 bis 2017 nach nebenstehender Tabelle

Ursache für den hohen Anstieg der Einwohnerzahl im Jahr 1972 war die Eingemeindung des Stadtteils Niederhöchstadt.

## Politik

### Stadtverordnetenversammlung
Die Kommunalwahl am 14. März 2021 lieferte folgendes Ergebnis, in Vergleich gesetzt zu früheren Kommunalwahlen: Zum Stadtverordnetenvorsteher wurde Markus von Sternheim (CDU) gewählt.

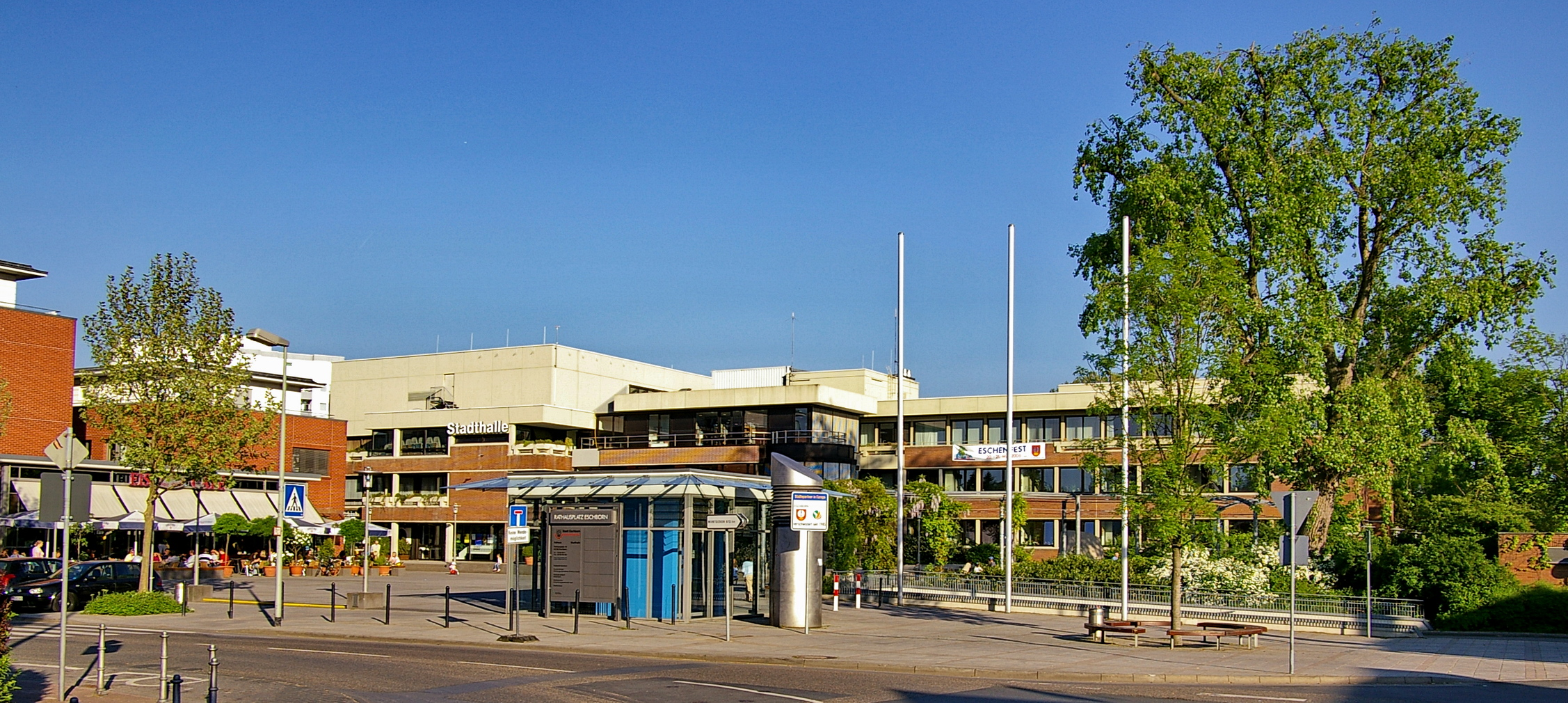
Rathaus und Stadthalle

| Sitzverteilung in der Stadtverordnetenversammlung 2021Insgesamt 37 Sitze - Linke: 2 - SPD: 6 - Grüne: 7 - FWE: 4 - FDP: 7 - CDU: 11 | Parteien und Wählergemeinschaften | Parteien und Wählergemeinschaften           | 2021  | 2021  | 2016  | 2016  | 2011  | 2011  | 2006  | 2006  | 2001  | 2001  |
| Sitzverteilung in der Stadtverordnetenversammlung 2021Insgesamt 37 Sitze - Linke: 2 - SPD: 6 - Grüne: 7 - FWE: 4 - FDP: 7 - CDU: 11 | Parteien und Wählergemeinschaften | Parteien und Wählergemeinschaften           | %     | Sitze | %     | Sitze | %     | Sitze | %     | Sitze | %     | Sitze |
| Sitzverteilung in der Stadtverordnetenversammlung 2021Insgesamt 37 Sitze - Linke: 2 - SPD: 6 - Grüne: 7 - FWE: 4 - FDP: 7 - CDU: 11 | CDU                               | Christlich Demokratische Union Deutschlands | 30,6  | 11    | 27,2  | 10    | 38,4  | 14    | 41,6  | 15    | 40,6  | 15    |
| Sitzverteilung in der Stadtverordnetenversammlung 2021Insgesamt 37 Sitze - Linke: 2 - SPD: 6 - Grüne: 7 - FWE: 4 - FDP: 7 - CDU: 11 | FDP                               | Freie Demokratische Partei                  | 18,4  | 7     | 15,7  | 6     | 7,2   | 3     | 13,5  | 5     | 8,4   | 3     |
| Sitzverteilung in der Stadtverordnetenversammlung 2021Insgesamt 37 Sitze - Linke: 2 - SPD: 6 - Grüne: 7 - FWE: 4 - FDP: 7 - CDU: 11 | Grüne                             | Bündnis 90/Die Grünen                       | 18,0  | 7     | 10,5  | 4     | 15,2  | 6     | 10,3  | 4     | 10,1  | 4     |
| Sitzverteilung in der Stadtverordnetenversammlung 2021Insgesamt 37 Sitze - Linke: 2 - SPD: 6 - Grüne: 7 - FWE: 4 - FDP: 7 - CDU: 11 | SPD                               | Sozialdemokratische Partei Deutschlands     | 16,0  | 6     | 20,4  | 8     | 20,5  | 7     | 23,2  | 9     | 32,6  | 12    |
| Sitzverteilung in der Stadtverordnetenversammlung 2021Insgesamt 37 Sitze - Linke: 2 - SPD: 6 - Grüne: 7 - FWE: 4 - FDP: 7 - CDU: 11 | FWE                               | Freie Wähler Eschborn-Niederhöchstadt       | 12,1  | 4     | 12,5  | 5     | 10,2  | 4     | –     | –     | –     | –     |
| Sitzverteilung in der Stadtverordnetenversammlung 2021Insgesamt 37 Sitze - Linke: 2 - SPD: 6 - Grüne: 7 - FWE: 4 - FDP: 7 - CDU: 11 | Linke                             | Die Linke                                   | 4,8   | 2     | 6,3   | 2     | 4,5   | 2     | 4,3   | 2     | –     | –     |
| Sitzverteilung in der Stadtverordnetenversammlung 2021Insgesamt 37 Sitze - Linke: 2 - SPD: 6 - Grüne: 7 - FWE: 4 - FDP: 7 - CDU: 11 | Bürgerliche                       | Die Bürgerlichen                            | –     | –     | 4,1   | 1     | 3,9   | 1     | 4,1   | 1     | 3,9   | 1     |
| Sitzverteilung in der Stadtverordnetenversammlung 2021Insgesamt 37 Sitze - Linke: 2 - SPD: 6 - Grüne: 7 - FWE: 4 - FDP: 7 - CDU: 11 | klartext                          | klartext                                    | –     | –     | 3,3   | 1     | –     | –     | –     | –     | –     | –     |
| Sitzverteilung in der Stadtverordnetenversammlung 2021Insgesamt 37 Sitze - Linke: 2 - SPD: 6 - Grüne: 7 - FWE: 4 - FDP: 7 - CDU: 11 | BGE                               | BürgerGemeinschaft Eschborn                 | –     | –     | –     | –     | –     | –     | 1,7   | 1     | 1,8   | 1     |
| Sitzverteilung in der Stadtverordnetenversammlung 2021Insgesamt 37 Sitze - Linke: 2 - SPD: 6 - Grüne: 7 - FWE: 4 - FDP: 7 - CDU: 11 | FWG                               | Freie Wählergemeinschaft Eschborn/Ts. e. V. | –     | –     | –     | –     | –     | –     | 1,3   | 0     | 2,6   | 1     |
| Sitzverteilung in der Stadtverordnetenversammlung 2021Insgesamt 37 Sitze - Linke: 2 - SPD: 6 - Grüne: 7 - FWE: 4 - FDP: 7 - CDU: 11 | Gesamt                            | Gesamt                                      | 100,0 | 37    | 100,0 | 37    | 100,0 | 37    | 100,0 | 37    | 100,0 | 37    |
| Sitzverteilung in der Stadtverordnetenversammlung 2021Insgesamt 37 Sitze - Linke: 2 - SPD: 6 - Grüne: 7 - FWE: 4 - FDP: 7 - CDU: 11 | Wahlbeteiligung in %              | Wahlbeteiligung in %                        | 54,3  | 54,3  | 54,5  | 54,5  | 54,9  | 54,9  | 49,1  | 49,1  | 56,7  | 56,7  |

### Bürgermeister
Nach der hessischen Kommunalverfassung wird der Bürgermeister für eine sechsjährige Amtszeit gewählt, seit dem Jahr 1993 in einer Direktwahl, und ist Vorsitzender des Magistrats, dem in der Stadt Eschborn neben dem Bürgermeister der hauptamtliche Erste Stadtrat sowie zwölf ehrenamtliche Stadträte angehören. Bürgermeister ist seit dem 16. Februar 2020 Adnan Shaikh (CDU). Er hatte sich am 20. Oktober 2019 im ersten Wahlgang gegen den Amtsinhaber Mathias Geiger bei 59,27  Prozent Wahlbeteiligung mit 50,22 Prozent der Stimmen durchgesetzt.
Amtszeiten der Bürgermeister
- 2020–2026 Adnan Shaikh (CDU)[20]
- 2014–2020 Mathias Geiger
- 2002–2014 Wilhelm Speckhardt (CDU)
- 1990–2002 Martin Herkströter (CDU)
- 1984–1990 Manfred Tomala (CDU)
- 1979–1984 Jochen Riebel (CDU)
- 1962–1979 Hans Georg Wehrheim (SPD)
- 1946–1961 Heinrich Graf (SPD)
- 1945–1946 Edwin Mämpel (SPD)

| Jahr           | Wahlbeteiligung in % | Kandidaten           | Partei  | Stimmen in % |
| -------------- | -------------------- | -------------------- | ------- | ------------ |
| 2019           | 59,3                 | Adnan Shaikh         | CDU     | 50,2         |
| 2019           | 59,3                 | Mathias Geiger       |         | 45,7         |
| 2019           | 59,3                 | Fritz-Walter Hornung | Linke   | 04,1         |
| 2013 Stichwahl | 58,2                 | Mathias Geiger       |         | 61,1         |
| 2013 Stichwahl | 58,2                 | Wilhelm Speckhardt   | CDU     | 38,9         |
| 2013           | 75,6                 | Wilhelm Speckhardt   | CDU     | 35,5         |
| 2013           | 75,6                 | Mathias Geiger       |         | 31,0         |
| 2013           | 75,6                 | Adi Kannengießer     | SPD     | 20,8         |
| 2013           | 75,6                 | Michael Bauer        |         | 07,3         |
| 2013           | 75,6                 | Bernd Kuhn           | FWE     | 03,8         |
| 2013           | 75,6                 | Susann Möller        | Piraten | 01,7         |
| 2007           | 51,3                 | Wilhelm Speckhardt   | CDU     | 59,0         |
| 2007           | 51,3                 | Reinhard Birkert     | SPD     | 33,0         |
| 2007           | 51,3                 | Thomas Matthes       | Linke   | 08,0         |
| 2001           | 50,1                 | Wilhelm Speckhardt   | CDU     | 59,9         |
| 2001           | 50,1                 | Uwe Niemeyer         | SPD     | 40,1         |
| 1995           | 49,9                 | Martin Herkströter   | CDU     | 58,3         |
| 1995           | 49,9                 | Helmut Gärtner       | SPD     | 24,4         |
| 1995           | 49,9                 | Roland Gließmann     | BGE     | 03,3         |
| 1995           | 49,9                 | Gerhard Schneider    | GRÜNE   | 04,5         |
| 1995           | 49,9                 | Michael Bauer        | FDP     | 09,5         |

### Wappen
| Wappen der Stadt Eschborn | Blasonierung: „In Rot ein aus einer goldenen Krone wachsender offener, gevierter silberner Adlerflug; Feld 2 und 3 belegt mit je vier blauen Eisenhüten in zwei Reihen.“ |
| Wappen der Stadt Eschborn | Wappenbegründung: Als der ursprüngliche Stammsitz der Herren von Kronberg vor ihrer Übersiedlung nach Kronberg führte der Ort in zwei Gerichtssiegeln seit dem 16. Jahrhundert und in den Gemeindensiegeln von 1843 bis 1933 dieses dem Geschlechtswappen entnommene Bild, das jedoch dessen Teile in veränderter Anordnung wiedergibt. Die Tingierung wird von den Farben des Wappens der 1704 ausgestorbenen Adelsfamilie und von Kurmainz als ihrem Rechtsnachfolger bestimmt. Von 1933 bis 1937 standen im Ortswappen eine Esche und ein „Born“ als redende Figuren. Das Wappen wurde am 8. Februar 1937 vom Oberpräsidenten der preußischen Provinz Hessen-Nassau, Philipp Prinz von Hessen, verliehen. |

### Flagge
Die Flagge wurde der Gemeinde am 8. Januar 1965 durch das Hessische Innenministerium genehmigt und wird wie folgt beschrieben:
„Von Rot und Gelb mehrfach schräggeteilt. Im oberen Drittel das Gemeindewappen.“

### Städtepartnerschaften
- Montgeron, Frankreich, seit 1985
- Póvoa de Varzim, Portugal, seit 2010
- Żabbar, Malta, seit 2010

Seit 1985 unterhält Eschborn eine Partnerschaft mit dem französischen Montgeron, das ca. 17 km von Paris entfernt liegt. Im Jahr 2001 unterzeichneten die vier Städte Eschborn (D), Montgeron (F), Póvoa de Varzim (PT) und Żabbar (MLT) einen Freundschaftsvertrag. Im Mai 2010 hat Eschborn mit Póvoa de Varzim und Żabbar eine offizielle Städtepartnerschaft besiegelt.

## Naherholung

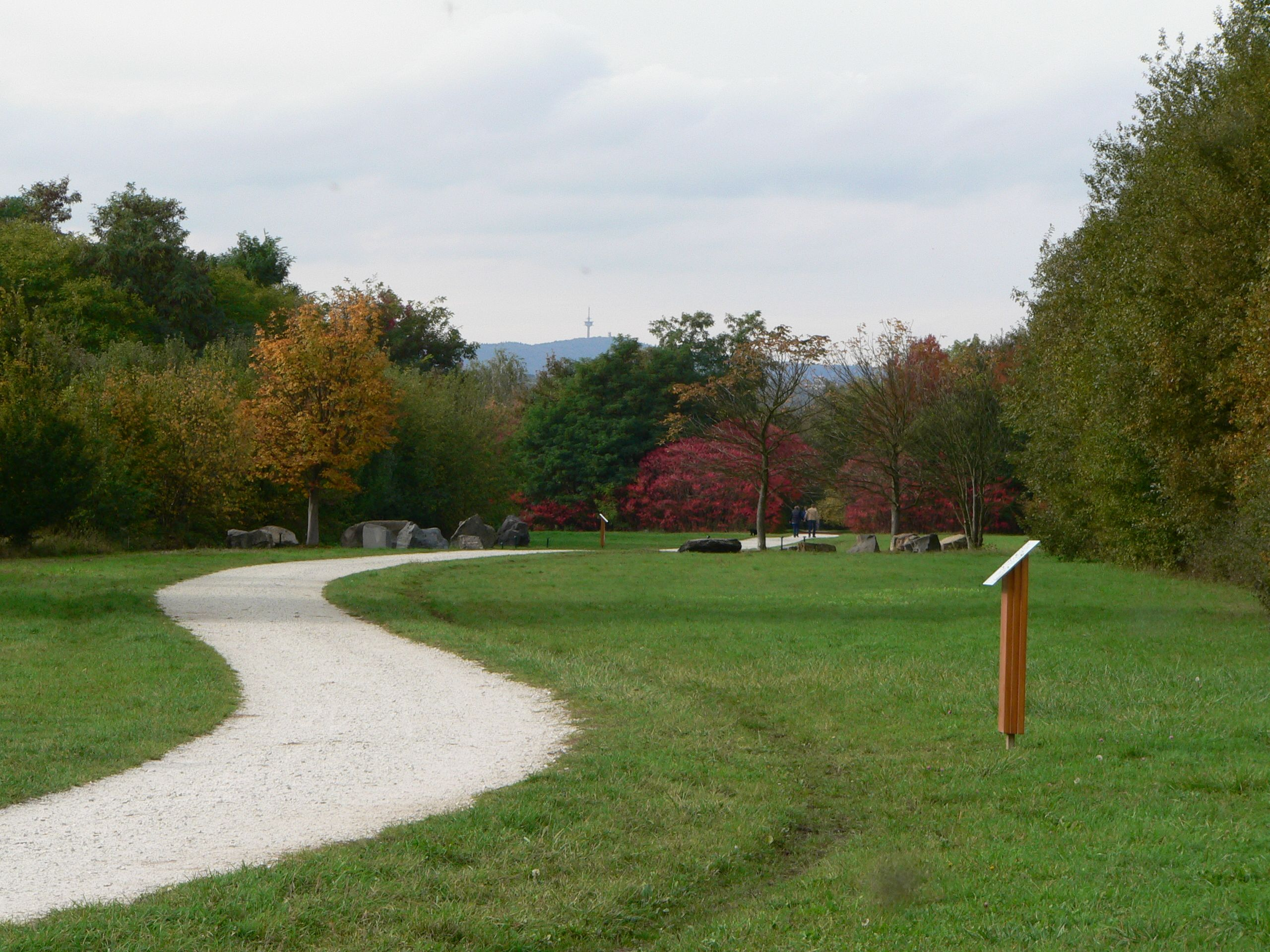
Arboretum Main-Taunus

### Freizeitparks Kirchwiesen, Oberwiesen und Unterwiesen
Die so genannten Freizeitparks liegen entlang des Westerbachs, dem einzigen fließenden Gewässer in Eschborn. Es handelt sich dabei um vorwiegend landwirtschaftliche genutzte Flächen, d. h. Ackerbau, Weiden, vereinzelt ein paar Streuobstwiesen. Für Fußgänger und Radfahrer führen durch diese Gebiete gern benutzte Wege als Verbindung zwischen den beiden Eschborner Stadtteilen bzw. zu den Nachbarstädten. Durch die Kirchwiesen (beginnend hinter der Grundschule in Niederhöchstadt) gelangt man zu Fuß in ca. einer Stunde nach Kronberg, durch die Unterwiesen (beginnend hinter dem ehemaligen Bauhof in Eschborn) nach Frankfurt-Rödelheim. Die Oberwiesen liegen zwischen Niederhöchstadt und Eschborn, hier ist auch der beliebte Traktorspielplatz, der nach dessen Hauptattraktion benannt ist. Zusammen bilden diese die grüne Lunge der Stadt, wo keine Bauten und Versiegelungen erfolgen dürfen.

### Arboretum Main-Taunus
Das Arboretum Main-Taunus ist ein ca. 76 ha großer Baum- und Sträucherpark. Hier sind ca. 600 Baum- und Sträucherarten aus allen Teilen der Erde angepflanzt. Das Arboretum liegt auf der Gemarkung der Städte Schwalbach am Taunus, Sulzbach (Taunus) und Eschborn. Durch das Arboretum führen mehrere Rad- und Wanderwege; es ist ganzjährig öffentlich zugänglich.
Von Sulzbach (Taunus) herkommend verläuft der Pilger- und Wanderweg der Bonifatius-Route durchs Arboretum zum Bahnhof Eschborn, dann an der katholischen und evangelischen Kirche vorbei zum städtischen Friedhof hin, wo er das bebaute Gebiet in Richtung Steinbach (Taunus) und Niederursel verlässt.

## Kultur und Sehenswürdigkeiten

### Sehenswürdigkeiten
- Stadtmuseum am Eschenplatz (seit 1989) mit folgenden Abteilungen: Die Schlacht bei Eschborn (1389), Die alamannischen Funde (ein Gräberfeld aus der Zeit des 4./5. Jahrhundert mit zahlreichen wertvollen Beigaben) und die Sammlung des Malers Hanny Franke (1890–1973). Ferner gibt es eine Abteilung, in der jeweils wechselnde Künstler aus Eschborn ausstellen dürfen; so fand zum Beispiel 2012 eine Präsentation Eschborner Fotografien mit Fotos von Adolf Haxel statt.[25]
- evangelische Kirche am Eschenplatz
- katholische Kirche St. Nikolaus, 1951 eingeweiht; Die Baupläne stammten von den Frankfurter Architekten Heinrich Horvatin und Carl Rummel.[26]
- Der Eschborner Stuhl ist mit 25 m Höhe der größte Deutschlands. Er dient seit November 2005 einem Möbelhaus als Wahrzeichen. (Der mit 27 m größte Stuhl der Welt steht im spanischen Lucena.)
- Aussichtsturm der Raststätte Taunusblick an der A 5. Der 25 m hohe Turm wurde 2008 im Stil eines Limes-Turms errichtet und bietet einen sehr guten Ausblick auf den Taunus und die Skyline von Frankfurt. Die Aussichtsplattform kann mit einem gläsernen Aufzug oder über 100 Stufen erreicht werden.[27]

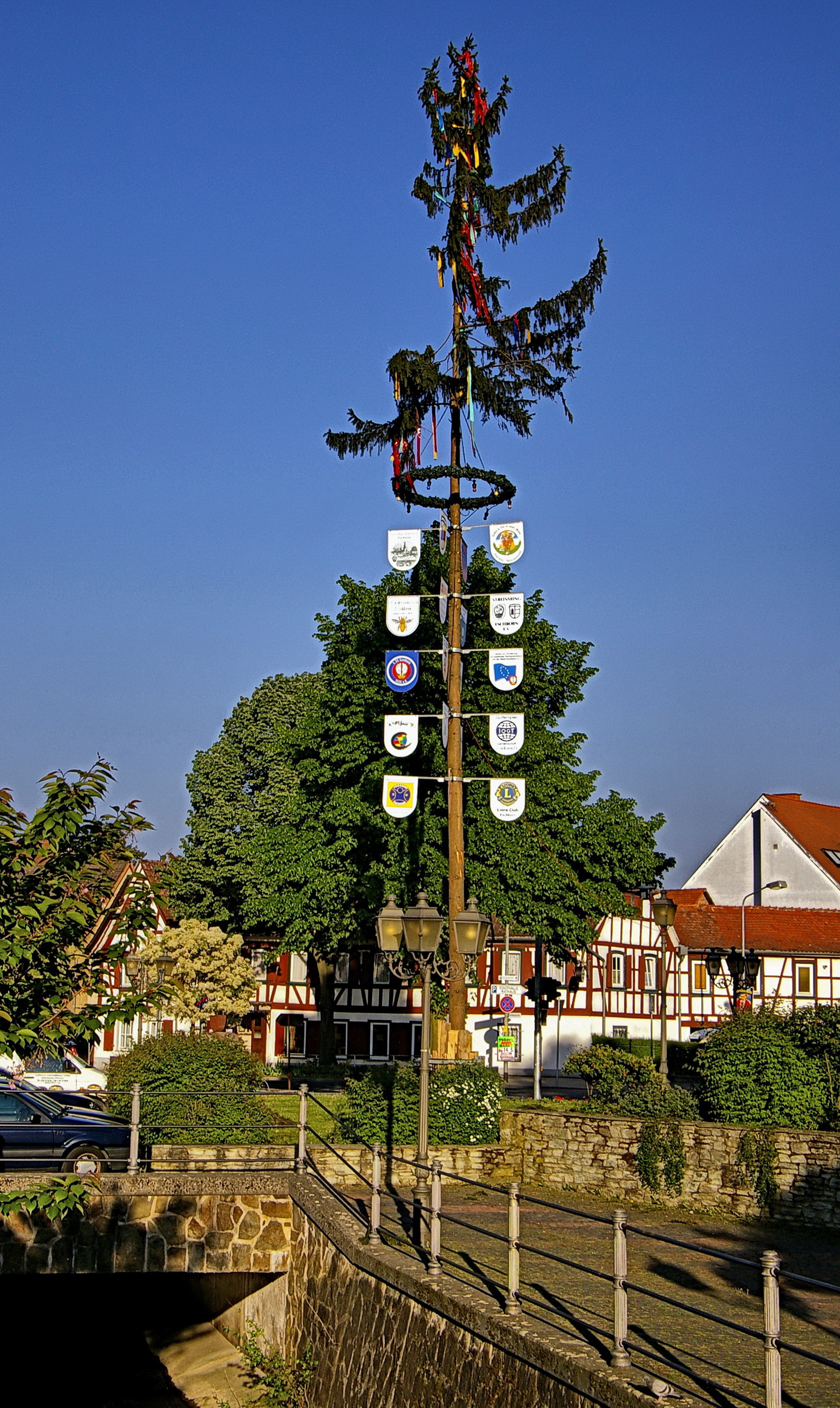
Maibaum
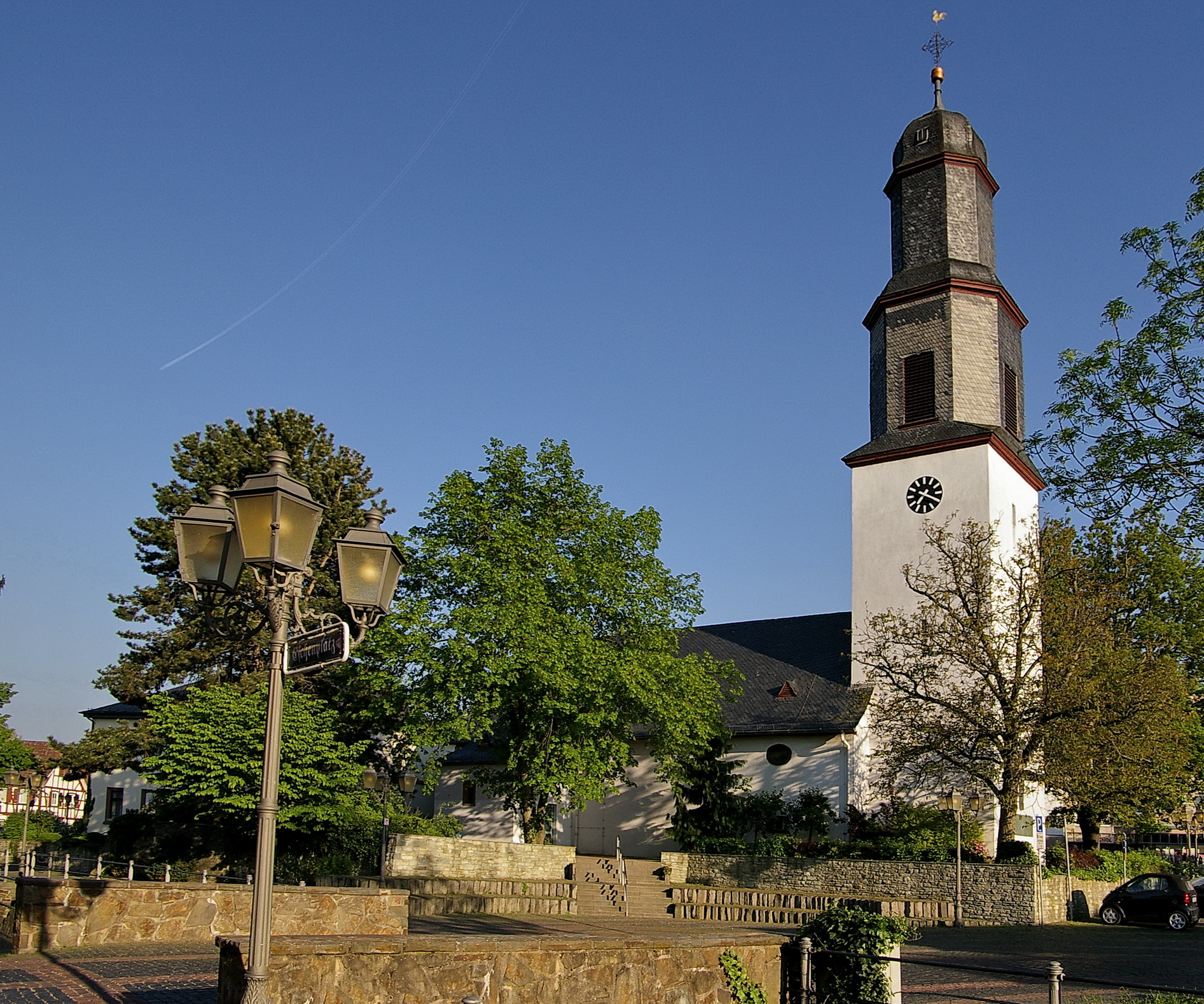
Evangelische Kirche am Eschenplatz
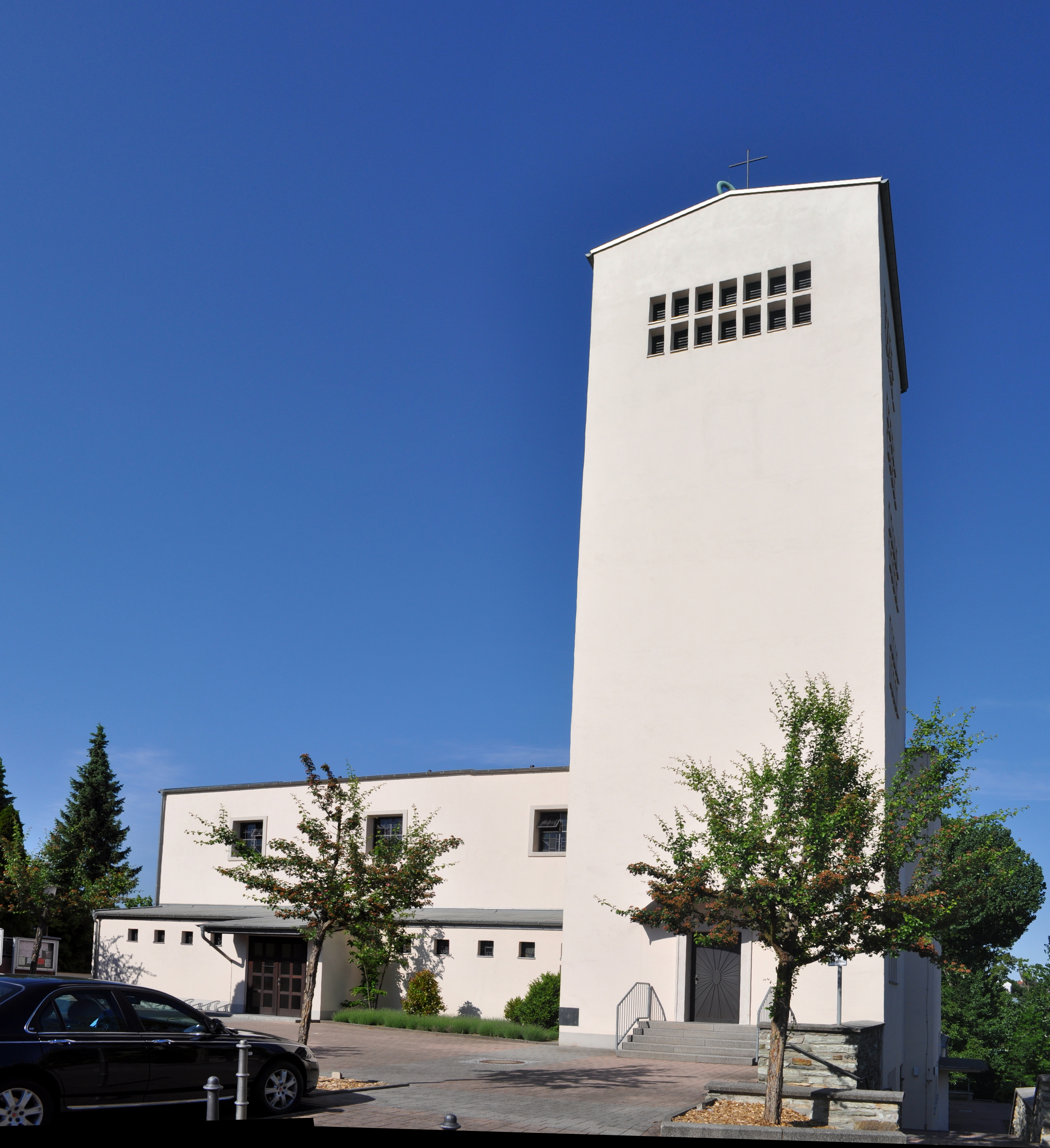
Katholische Kirche St. Nikolaus im Stadtteil Niederhöchstadt
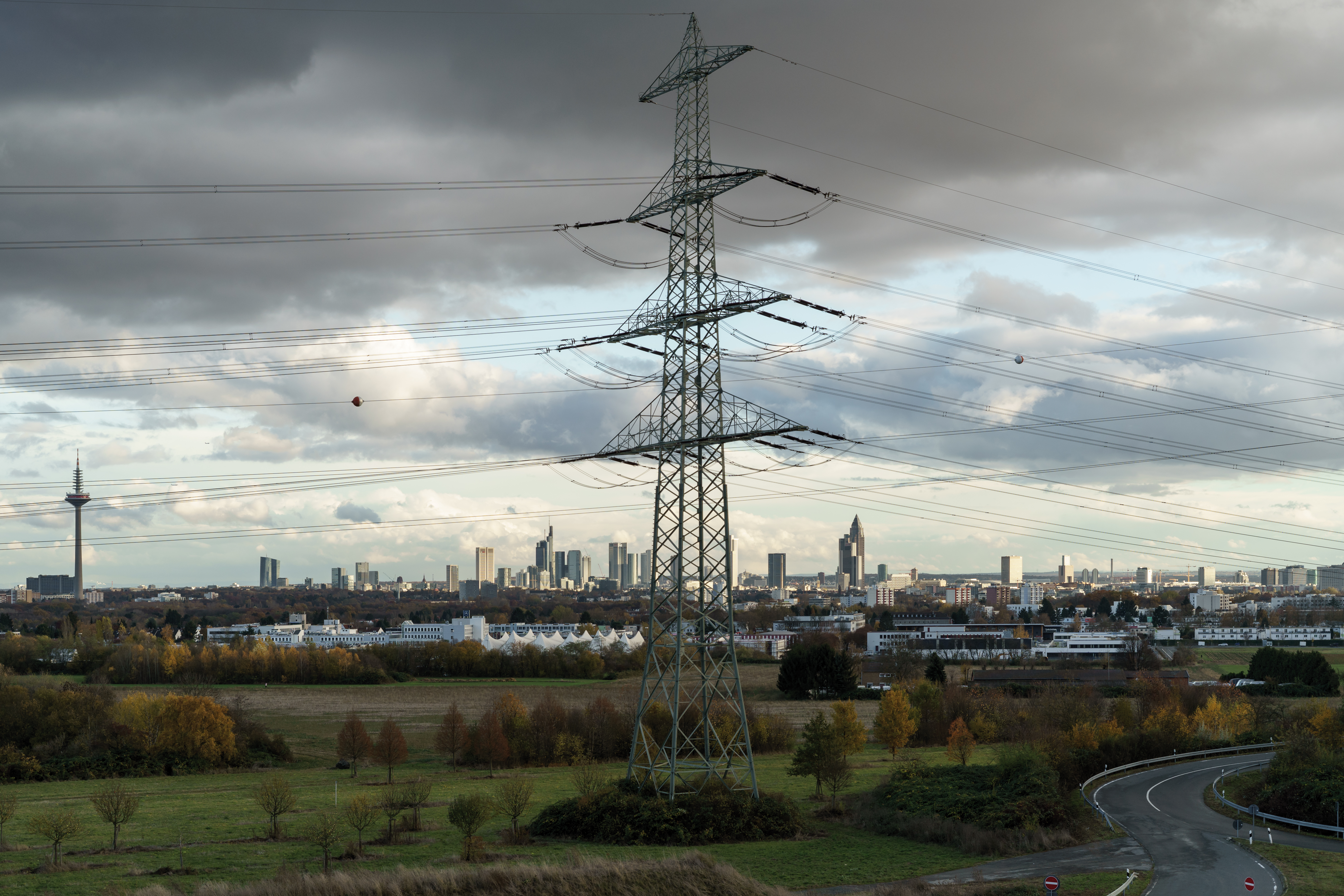
Skyline von Frankfurt – Blick vom Aussichtsturm der Raststätte Taunusblick an der A 5

### Skulpturenachse Eschborn
Die Skulpturenachse Eschborn ist eine Sammlung von acht Skulpturen im öffentlichen Raum in Eschborn.
In den folgenden Abbildungen sind die sieben Einzelskulpturen Travel a Head, Hua, Phönix, Fulcrum, Drei Säulen, Versatzstück, Steine für Eschborn und die Doppelskulptur Adam und Eva zu sehen.

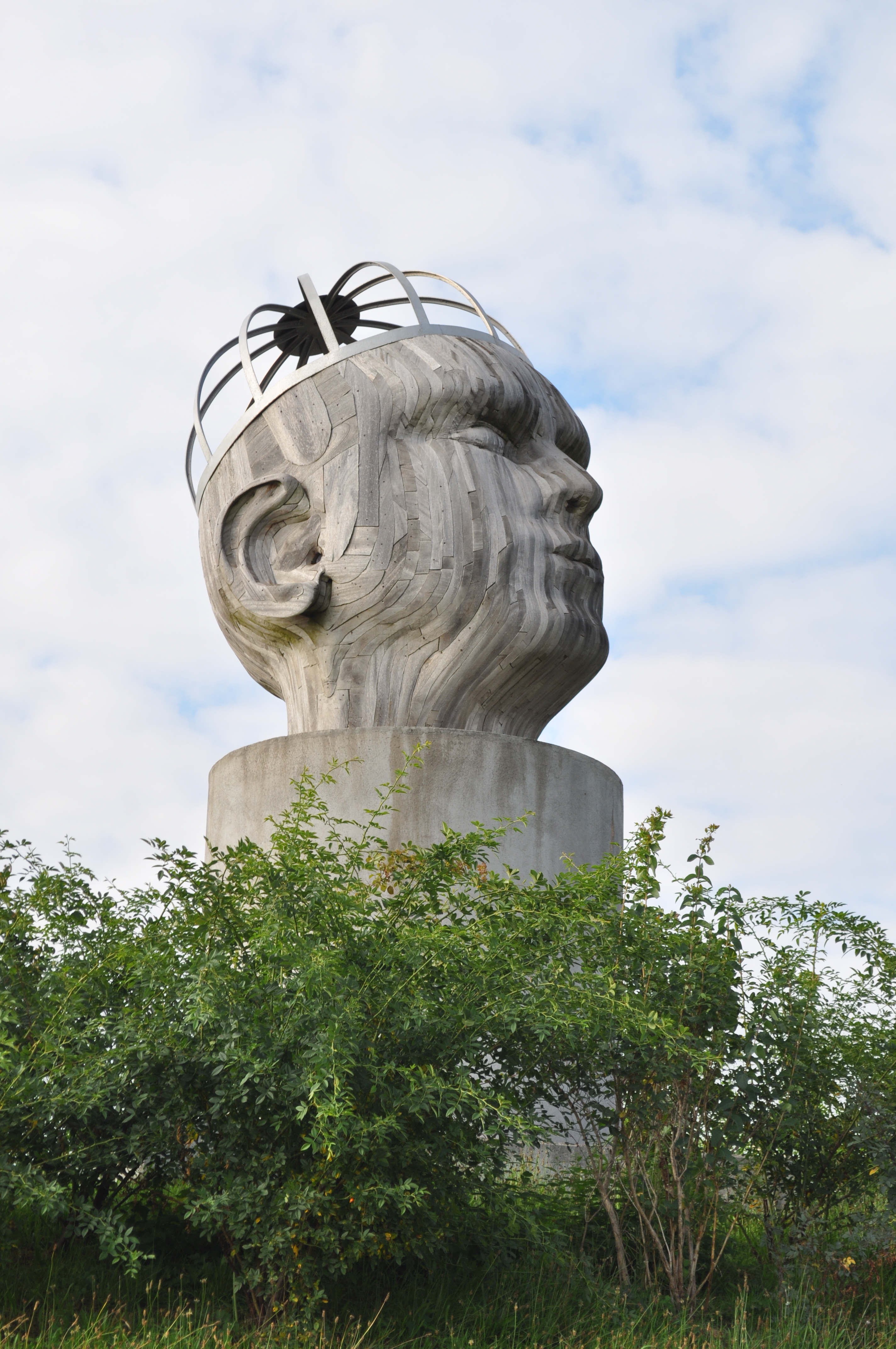
Travel a Head Künstler: Florian Borkenhagen
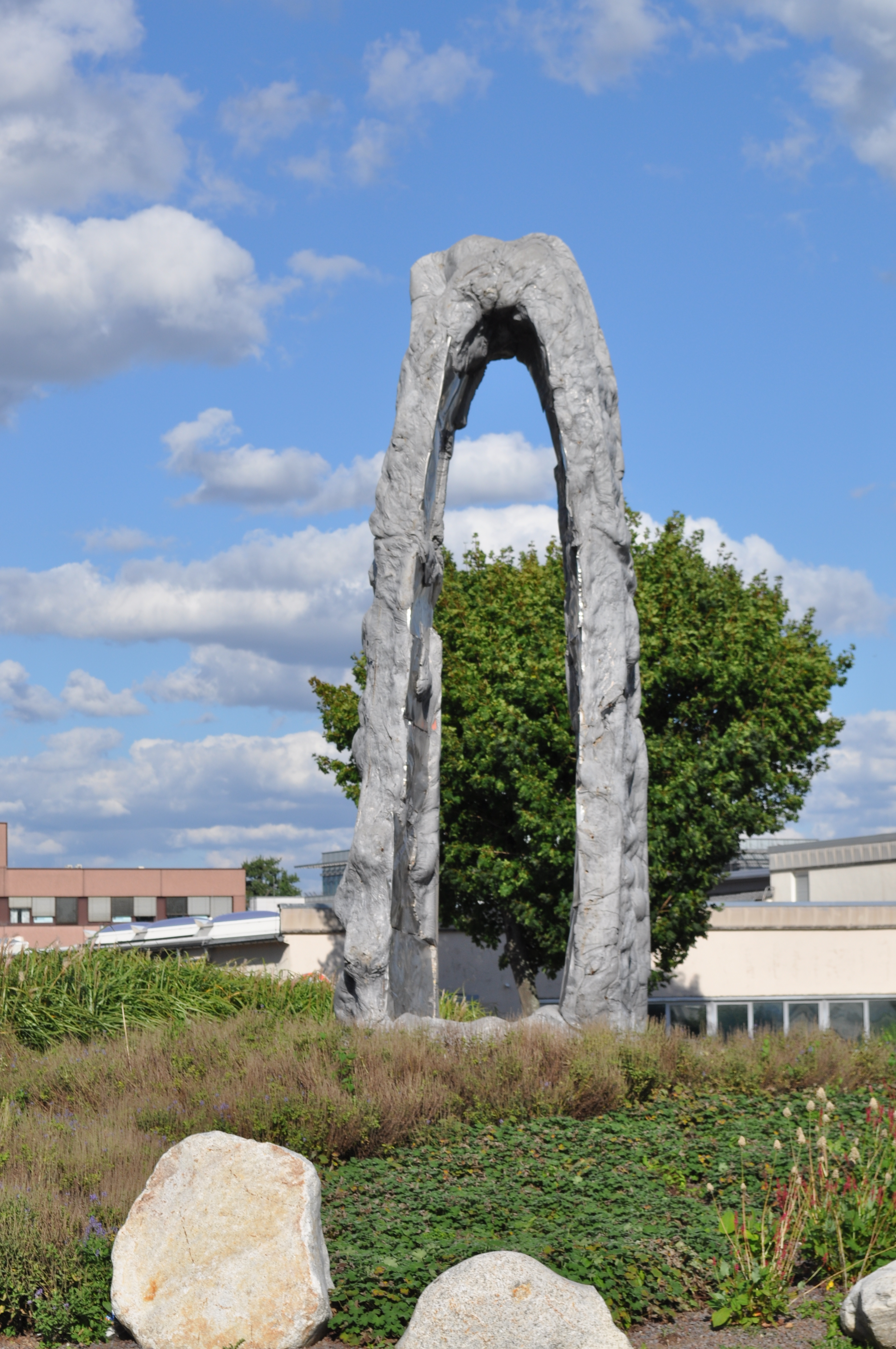
Hua Künstler: Peter Lundberg
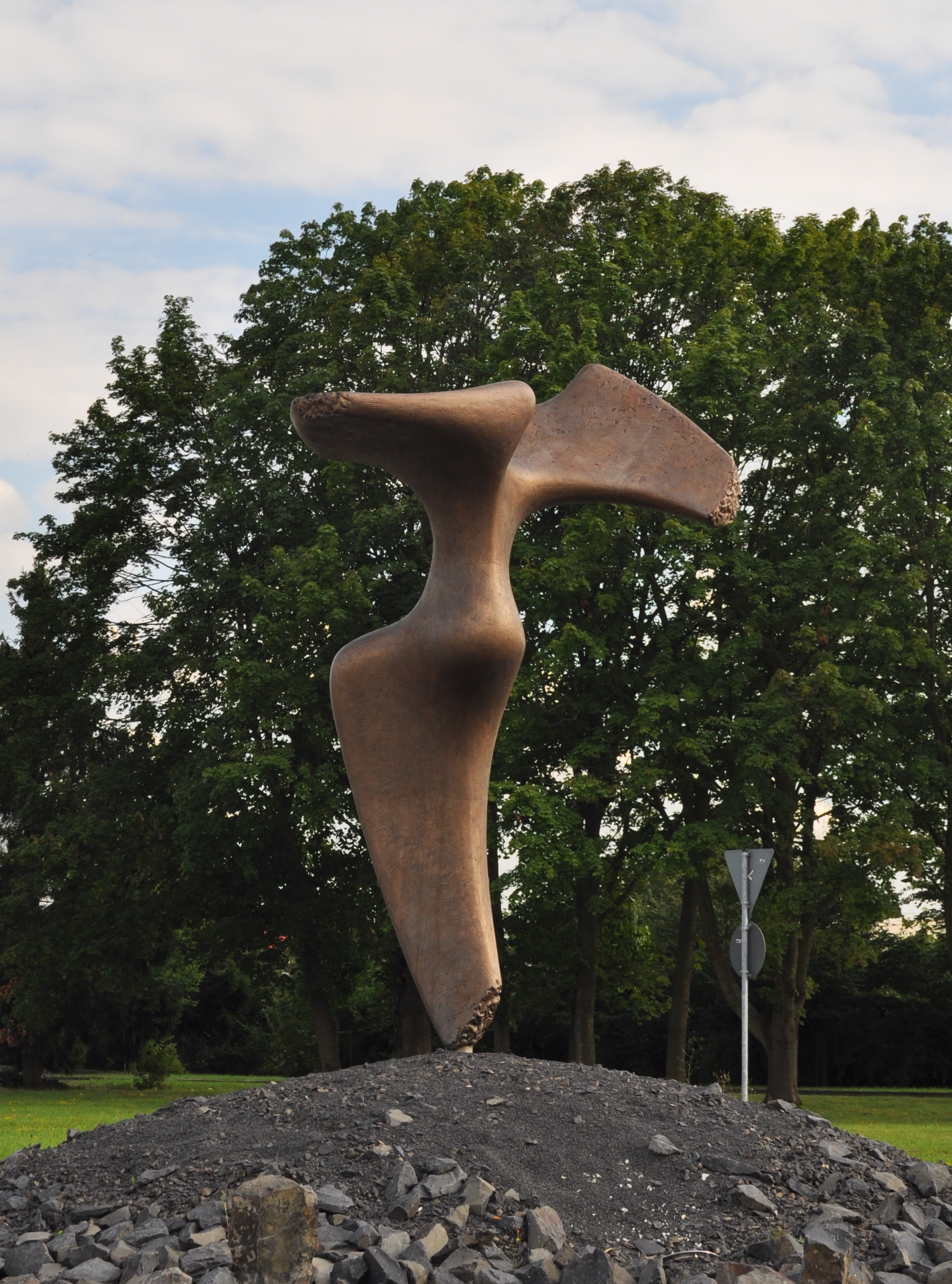
Phönix Künstler: Oliver Ritter
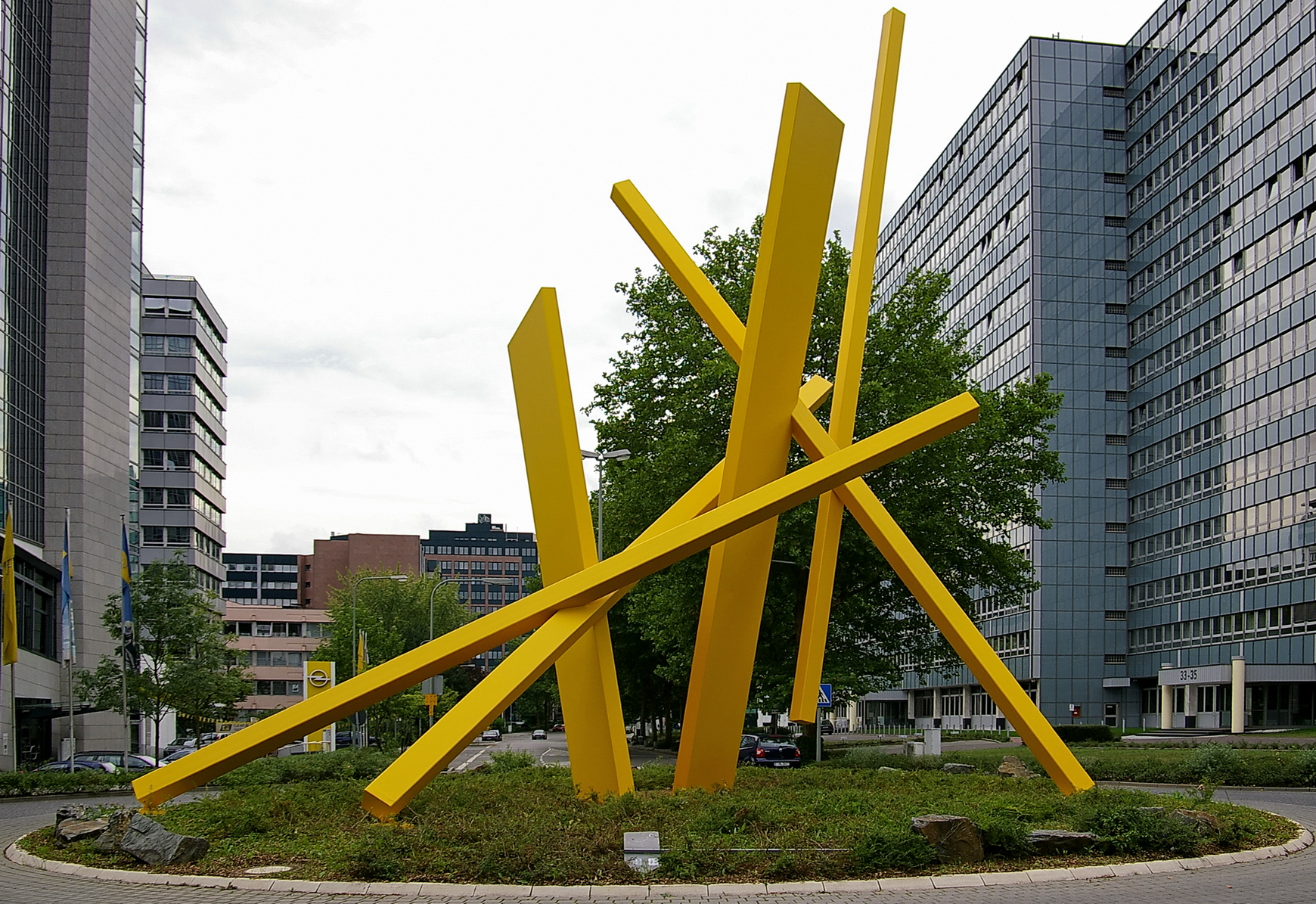
Fulcrum Künstler: John Henry
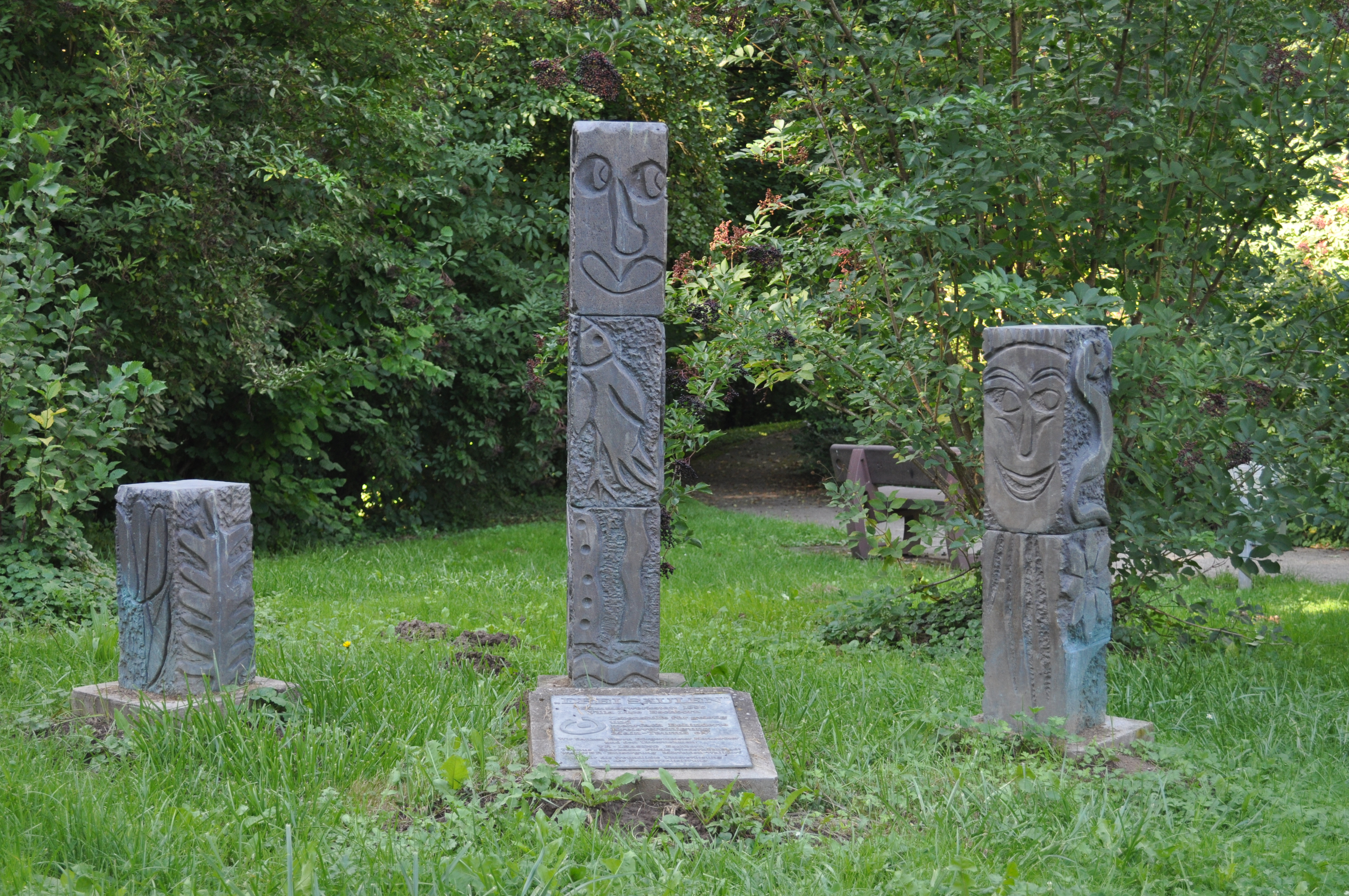
Drei Säulen
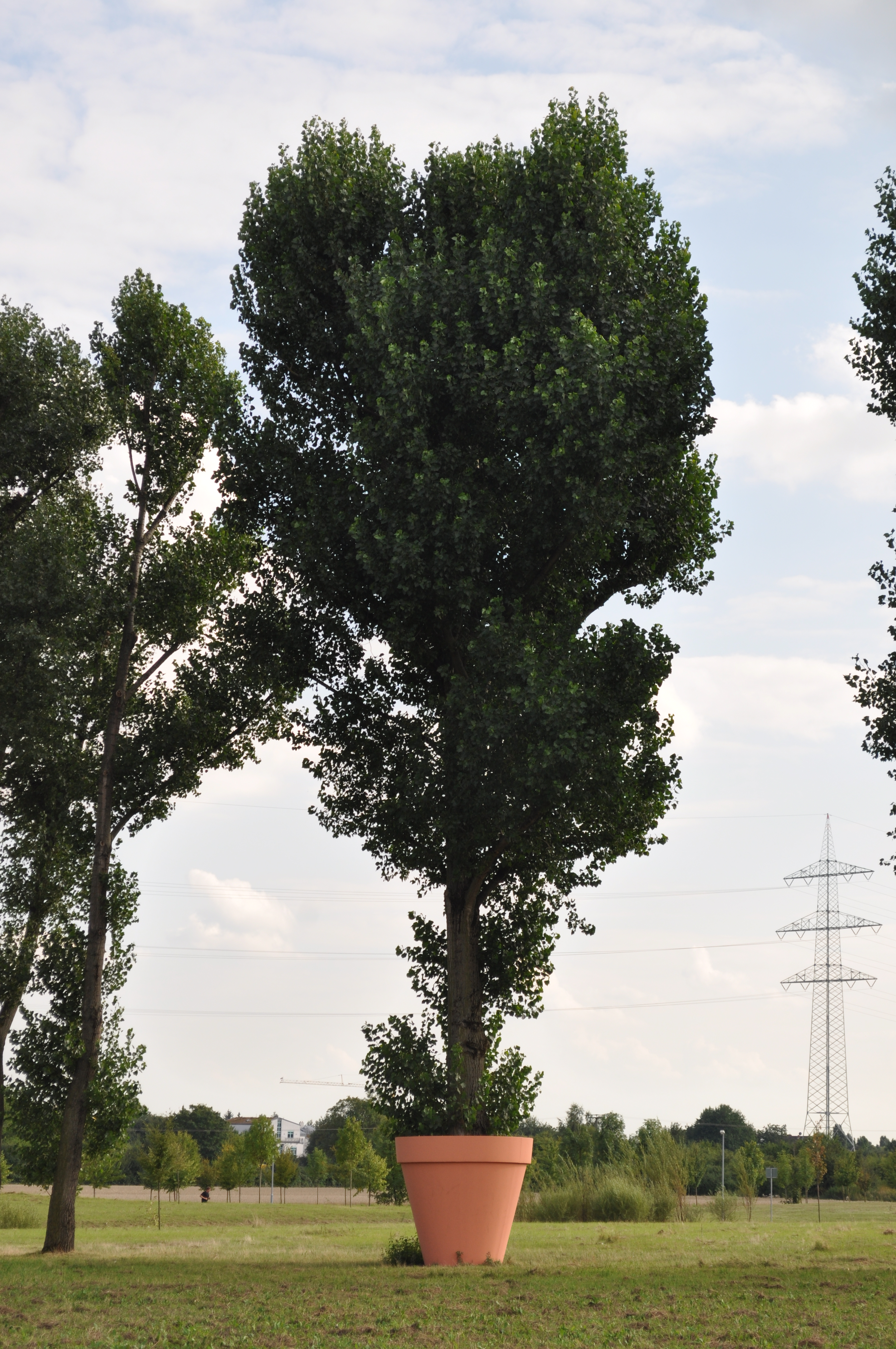
Versatzstück Künstler: Timm Ulrichs
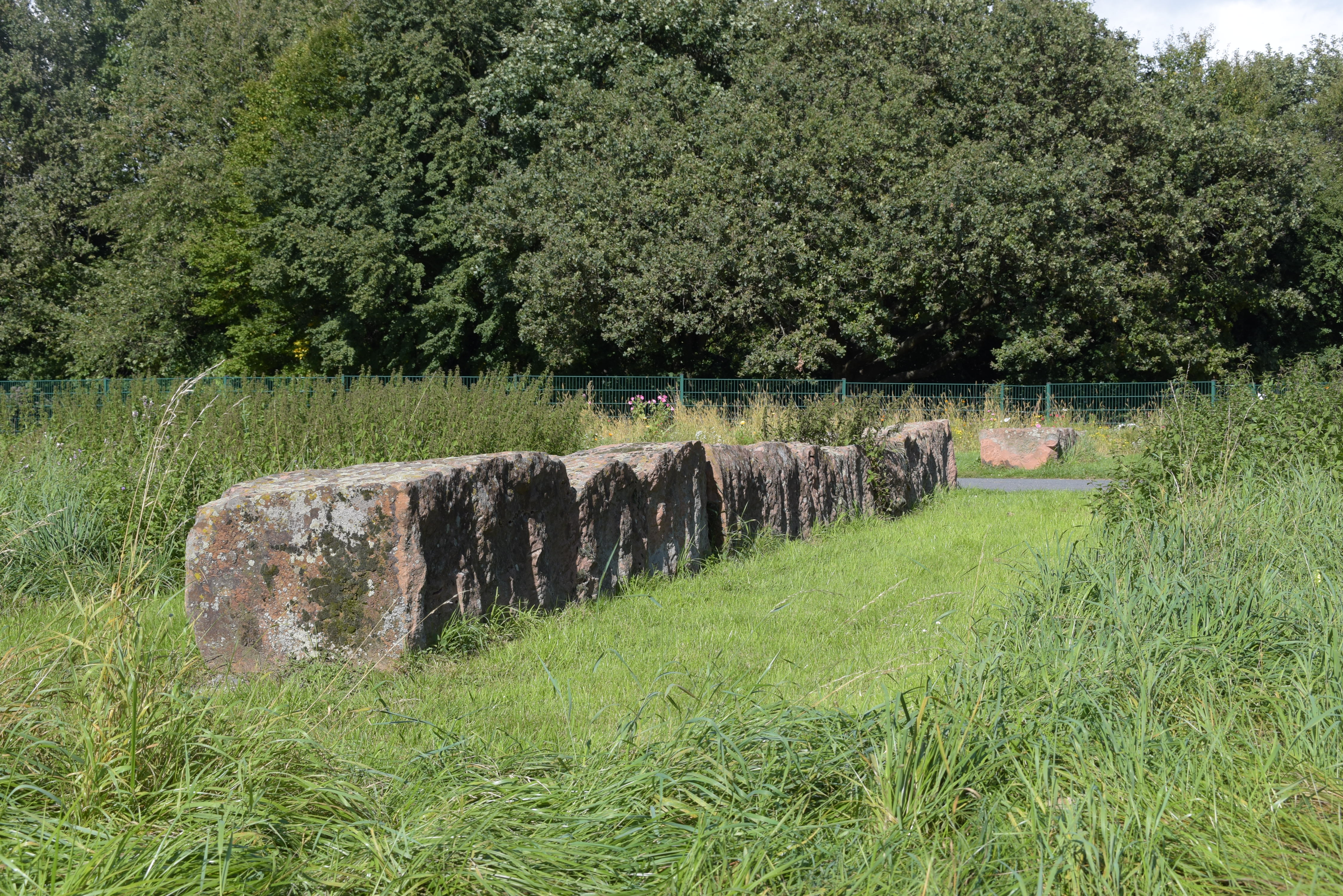
Steine für Eschborn Künstler: Gisela Weber
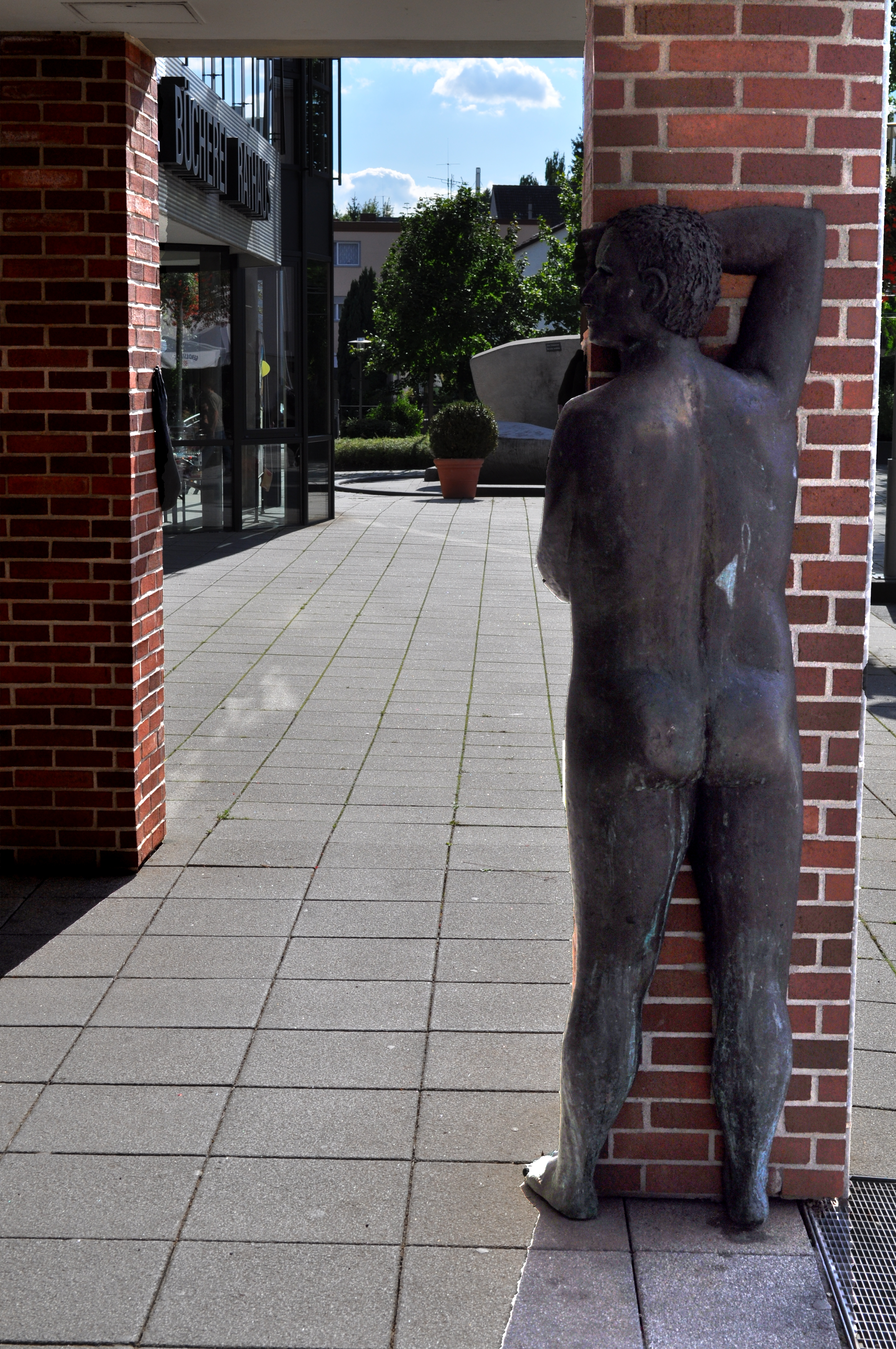
Adam und Eva – Adam Künstler: Thomas Becker
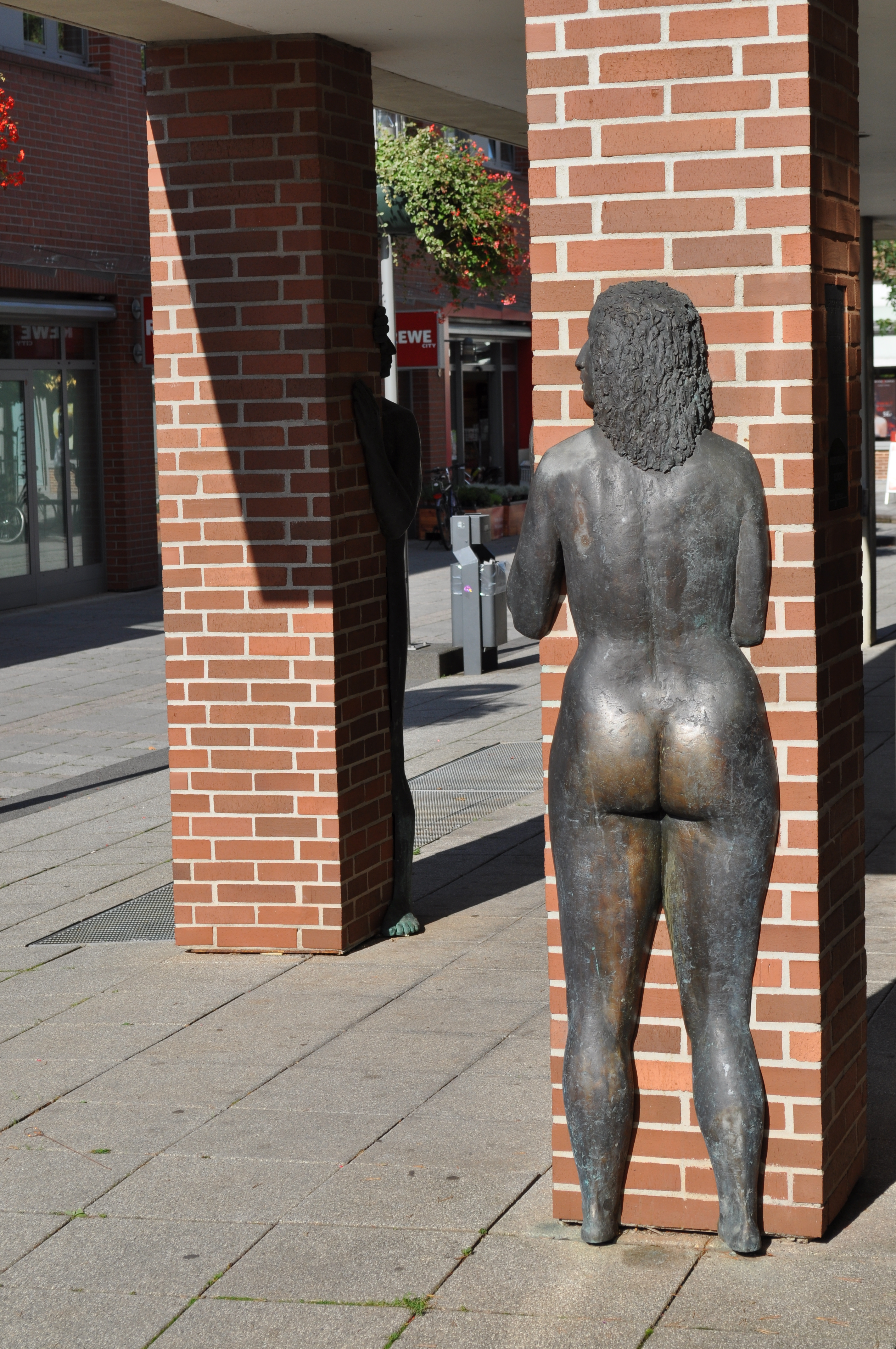
Adam und Eva – Eva Künstler: Thomas Becker

- Travel a Head: 50° 7′ 49″ N, 8° 33′ 51″ O Der drei Meter hohe Mahagonikopf wurde nach einer zweijährigen Weltreise 2003 in Eschborn aufgestellt.
- Hua: 50° 8′ 39,4″ N, 8° 33′ 17,8″ O Hua ist ein großer Bogen aus Gussbeton und Edelstahl. Er steht seit 2008 auf dem Kreisel Schwalbacher Straße / Ludwig-Erhard-Straße und bildet ein Eingangstor zur Stadt.
- Phönix: 50° 7′ 59,6″ N, 8° 33′ 39,9″ O Die Bronzeskulptur Phönix steht seit April 2009 im Camp-Phönix-Park.
- Fulcrum: 50° 8′ 5,2″ N, 8° 34′ 19,9″ O Die 2002 errichtete Stahlskulptur erinnert an Mikado-Stangen.
- Drei Säulen: 50° 8′ 49,1″ N, 8° 33′ 42,6″ O Diese Holzstelen wurden im Rahmen einer Sommerwerkstatt der Villa Luce durch behinderte Menschen erstellt. Seit 1997 befinden sie sich am Weiher an der Pfingstbrunnenstraße.
- Versatzstück: 50° 7′ 55″ N, 8° 33′ 46,5″ O Ein weiteres Exemplar dieses Kunstwerks steht in Bad Homburg vor der Höhe.
- Steine für Eschborn: 50° 8′ 54,9″ N, 8° 33′ 46,1″ O Das Kunstwerk aus massigen Quadern aus Mainsandstein wurde 1992 aufgestellt.
- Adam und Eva – Adam: 50° 8′ 26,1″ N, 8° 34′ 22,6″ O Adam und Eva sind zwei Bronzestatuen und befinden sich seit 1998 am Rathaus.
- Adam und Eva – Eva: 50° 8′ 26,1″ N, 8° 34′ 22,6″ O siehe Adam und Eva – Adam.

### Regelmäßige Festveranstaltungen
- Eschenfest, jeweils im Frühsommer, im Mai oder Juni, auf Teilen der Oberortstraße, dem Eschenplatz, der Unterortstraße und dem Rathausplatz, jährlich ausgerichtet von örtlichen Vereinen.
- Niederhöchstädter Markt, im Sommer entlang der Hauptstraße im Stadtteil Niederhöchstadt; von den örtlichen Vereinen gestaltet (alle zwei Jahre in geraden Jahren).
- Summertime, Sommerfeste mit Livemusik und Biergartenatmosphäre. Diverse Termine und Orte (z. B. VR-Leasing, Heinrich-von-Kleist-Schule, Süd-West-Park, Eschenplatz)
- Weihnachtsmarkt auf dem Eschenplatz

### Sport
Einer der erfolgreichsten Vereine in Eschborn ist der seit Januar 2016 in Insolvenz befindliche Fußballverein 1. FC Eschborn 1930.
Ein weiterer, sehr erfolgreicher Eschborner Verein ist der Tennisclub tennis 65 eschborn, der neben vielen Mannschaften in den Regionalligen, Landesligen, Bezirksklassen und den Kreisligen auch einen deutschen Meister hat. Die Mannschaft Herren 55+ wurde 2010 und 2011 Deutscher Mannschaftsmeister.
Zu den größten Vereinen in der Stadt zählen u. a. die TuRa Niederhöchstadt und der Turnverein Eschborn 1888. Zahlreiche weitere Vereine ergänzen ein breites, insbesondere sportliches Angebot.
Zwischen den Stadtteilen befindet sich seit Anfang 1970er ein Hallen- und Freibad. Das sog. Wiesenbad wurde am 1. September 2001 nach einer einjährigen Sanierung und Renovierung wieder eröffnet und bietet Sauna-Bereich und Hallenbad sowie ein Freibad je mit 25-Meter-Bahn.
Zudem wird in Eschborn jährlich zum 1. Mai (im Jahr 2011 zum 50. Mal) ein international bekanntes Radrennen gestartet, das bis 2008 als Rund um den Henninger Turm bekannt war. Seitdem wechselt der Name abhängig von den Sponsoren, enthält aber über Eschborn-Frankfurt City Loop zu Rund um den Finanzplatz Eschborn-Frankfurt den Namen Eschborns; außer Radprofis starten in separaten Wertungen auch Amateure und Nicht-Organisierte, zuletzt nicht mehr von Eschborn aus.

## Wirtschaft und Infrastruktur

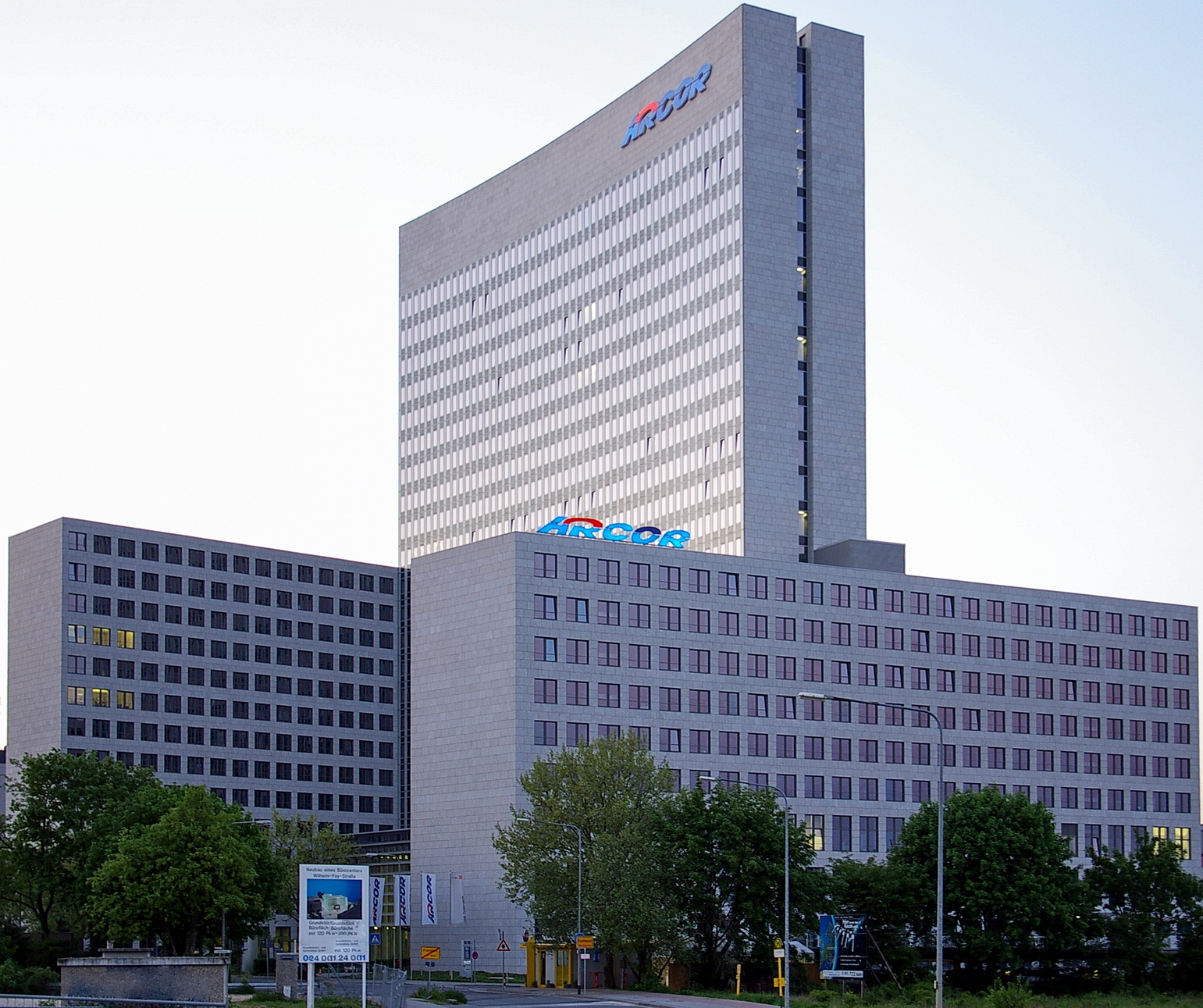
Ehemalige Arcor- bzw. nach der Übernahme Vodafone-Zentrale mit 23 Etagen; heutiger Sitz von LG Electronics

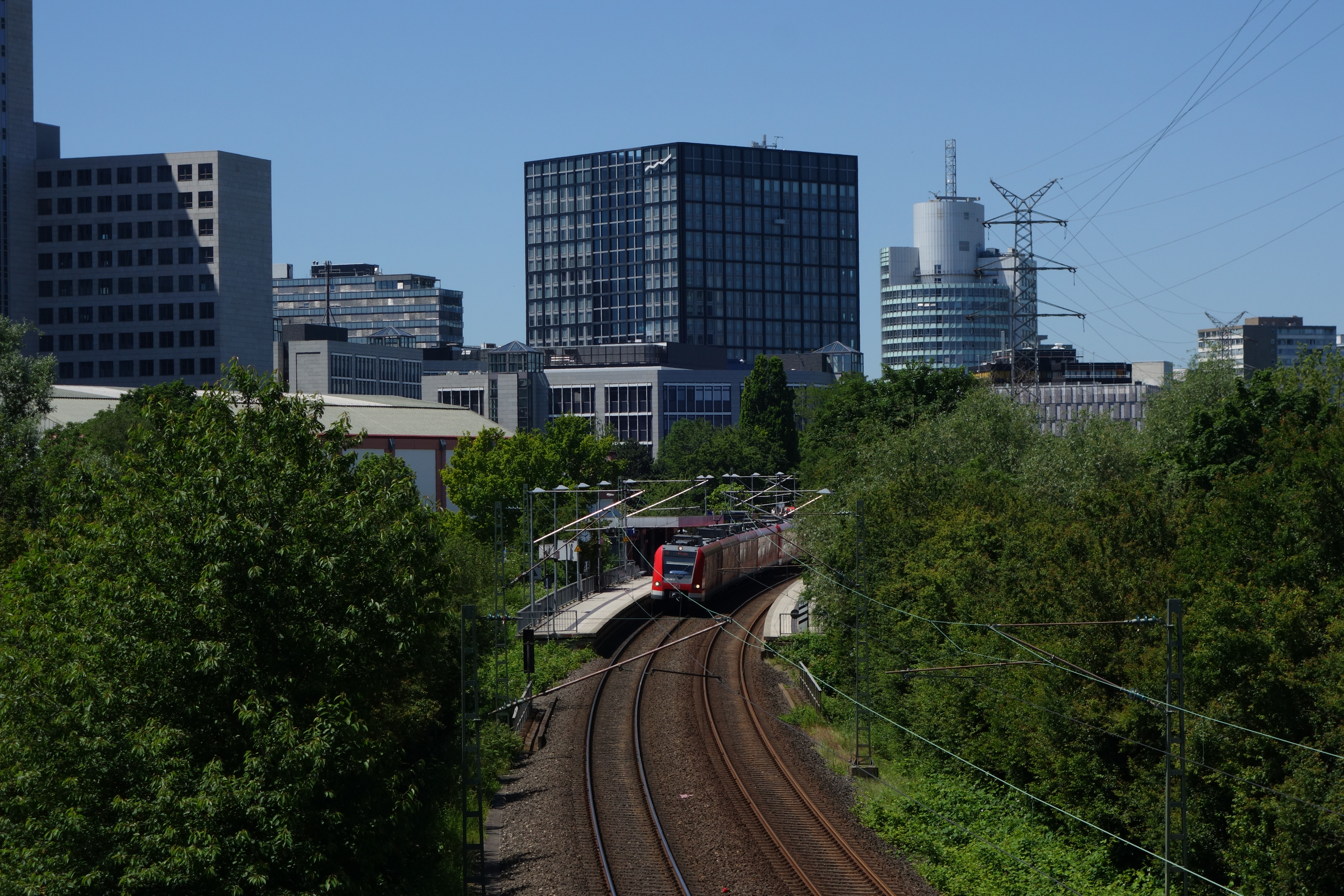
Triebzug der DB-Baureihe 423 als S-Bahn der Linie S 4 von Kronberg nach Langen im Haltepunkt Eschborn Süd; darüber das Gebäude The Cube der Deutschen Börse. Vor dem Bahnsteig ist die Überführung des Westerbachs erkennbar.

### Eschborn als Faktor im Main-Taunus
Aufgrund seiner direkten Nachbarschaft zu Frankfurt ist Eschborn eine finanziell wohlhabende Stadt im sogenannten Frankfurter „Speckgürtel“, was sich nicht zuletzt in vielen Bauvorhaben widerspiegelt. Weiterhin finanziert die Stadt Eschborn annähernd die Hälfte der Kreisumlage des Main-Taunus-Kreises.

### Ortsansässige Unternehmen und Behörden
Eschborn bietet u. a. aufgrund seiner Nähe zu Frankfurt am Main, seiner guten Erreichbarkeit und insbesondere dank seiner gegenüber Frankfurt deutlich niedrigeren Gewerbesteuer  zirka 30.000 Arbeitsplätze (Stand: 2011). Sie konzentrieren sich vor allem im Gewerbegebiet Süd sowie in den Groß- und Einzelhandelsunternehmen im Osten und Westen der Stadt. Knapp 90 Prozent sind im Dienstleistungsbereich angesiedelt, u. a. bei den Unternehmen Vodafone, Deutsche Bank, Deutsche Börse, VR Leasing, Siemens, Deutsche Telekom, Ernst & Young, IBM, LG Electronics (Europazentrale), Nexi Germany, Techem, SAP und Randstad Deutschland, LOGPAY Financial Services und zahlreichen weiteren Consulting-, Marketing- und Softwareunternehmen. Das Möbelunternehmen Mann Mobilia unterhält außerdem eine große Filiale in Eschborn. Eurest ist ein 1974 gegründeter Betreiber von Betriebsrestaurants.
Eschborn ist außerdem Sitz von folgenden Behörden und Verbänden:
- Bundesamt für Wirtschaft und Ausfuhrkontrolle (BAFA)
- Bundesnetzagentur (vormals RegTP; Außenstelle Hessen)
- Centrum für internationale Migration und Entwicklung
- Deutsche Gesellschaft für Internationale Zusammenarbeit (GIZ, vormals GTZ)
- Hessische Gemeinschaftsunterkunft für ausländische Flüchtlinge (HGU; 15. Juni 1981 bis 1. April 2005)
- Rationalisierungs- und Innovationszentrum der Deutschen Wirtschaft (RKW)
- SSP Deutschland
- TÜV Hessen
- ABDA – Bundesvereinigung Deutscher Apothekerverbände, ehemaliges Apothekerhaus mit Govi-Verlag und ZAPP

Der angekündigte Umzug eines Großteils der Mitarbeiter der Deutschen Börse von Frankfurt am Main in ein Übergangsgebäude im Eschborner Gewerbegebiet Süd sorgte 2008 für viel Aufsehen in der Regionalpresse. Bereits 2010 bezogen die meisten Mitarbeiter der Deutschen Börse ein neu errichtetes Gebäude in Eschborn. Der Grund für den Ortswechsel waren die finanziellen Vorteile, vor allem der deutlich geringere Gewerbesteuerhebesatz mit nur 280 Prozent (seit 2016: 330 Prozent) gegenüber dem benachbarten Frankfurt am Main mit 460 Prozent. Offizieller Firmensitz der Deutschen Börse bleibt jedoch Frankfurt am Main.
Bekannte Unternehmen mit ehemaligem Sitz in Eschborn sind u. a. Arcor, die Unternehmensgruppe Georg von Opel, Arthur Andersen und Linotype AG, heute Monotype GmbH.

### Medien
Es existieren in Eschborn zwei Zeitungen, die ausschließlich oder vorwiegend in Eschborn erscheinen. Alle zwei Wochen werden die Eschborner Nachrichten, jede Woche der Eschborner Stadtspiegel herausgegeben. Unabhängig von diesen Verlagen existieren drei lokale Online-Medien, die Eschborner Zeitung, das Eschborner OnlineMagazin und das Eschborner Stadtmagazin. Ergänzt werden die vier Medien durch die regionale Presse Höchster Kreisblatt, Frankfurter Rundschau sowie Frankfurter Allgemeine Zeitung.

### Schulen
In Eschborn gibt es vier Schulen:
- Hartmutschule (Grundschule)[34]
- Süd-West-Schule (Grundschule)[35]
- Westerbach-Schule (Grundschule), im Stadtteil Niederhöchstadt[36]
- Heinrich-von-Kleist-Schule (weiterführende Schule mit gymnasialer Oberstufe)[37]

### Verkehr

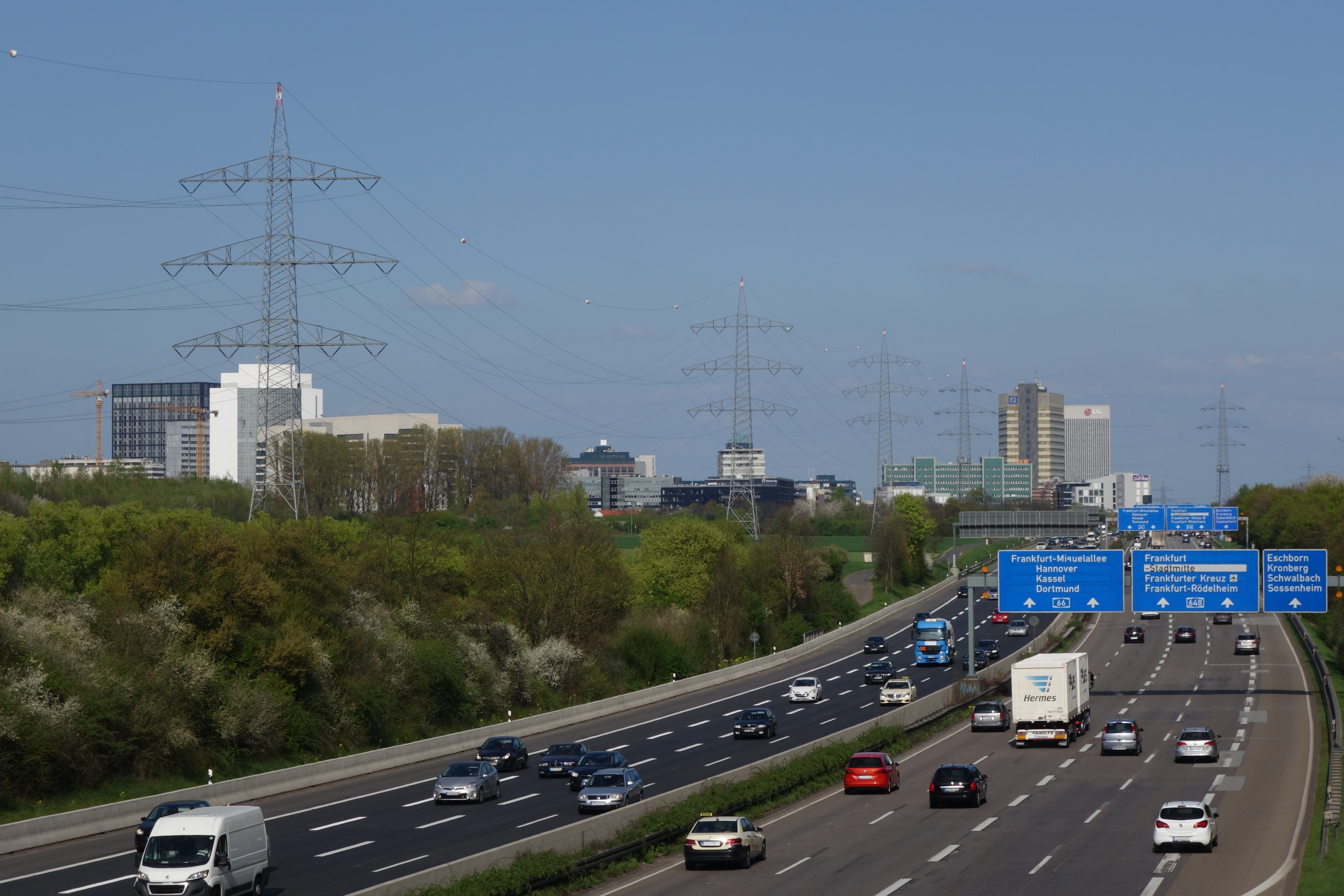
A 66 kurz vor der Anschlussstelle Eschborn, Ausfädelung zur A 648 des folgenden Eschborner Dreiecks

Südlich von Eschborn liegt die „Anschlussstelle Eschborn“ der A 66, ferner gibt es im Südosten eine Verbindung zur A 5.
Die S-Bahn-Linien S3 und S4 fahren durch Eschborn (Haltepunkte Eschborn Süd, Eschborn und Niederhöchstadt an der Kronberger Bahn) und bieten eine Direktverbindung in die Frankfurter Innenstadt.
Ab Anfang 2013 ließ das Frankfurter Verkehrsdezernat eine mögliche Verlängerung der U-Bahn von Praunheim nach Eschborn prüfen und hat eine entsprechend konkrete Untersuchung des Projekts in Auftrag gegeben. Dabei geht es um die Verlängerung der Linie U7 (seinerzeit Linie U6), die derzeit an der Heerstraße in Frankfurt-Praunheim endet. Auch eine Haltestelle im Gewerbegebiet Helfmann-Park ist unter Umständen möglich. Diese würde laut dem Bürgermeister von Eschborn „den Standort Eschborn noch weiter aufwerten“. Einen genauen Zeitplan für das Projekt gebe es noch nicht. Ein Treffen mit Vertretern aus Eschborn, Frankfurt und Oberursel zum U-Bahn-Thema soll stattfinden. Bündnis 90/Die Grünen im Hochtaunuskreis haben sich für einen Ausbau der U6 über Eschborn hinaus mit Haltestellen in Steinbach und Kronberg ausgesprochen. Die Stadt Oberursel im Hochtaunuskreis ist seit den 1970er-Jahren über die U-Bahn-Linie U3 an das Frankfurter U-Bahn-Netz angeschlossen. Ein Teil der genannten Ideen werden seit Ende 2024 als Teil der Regionaltangente West realisiert.

## Persönlichkeiten
- Johannes Kunz (1766–1835), Schultheiß und Mitglied des Nassauischen Landtags
- Friedrich von Bouchenröder (1775–1840) war ein Generalmajor.
- Heinrich von Kleist (1777–1811) war am 25. Februar 1795 als junger Leutnant in Eschborn einquartiert. Zwei Briefe schrieb er von da aus an seine Schwester. Nach ihm ist die Gesamtschule mit gymnasialer Oberstufe Heinrich-von-Kleist-Schule benannt.
- Nikolaus Kunz (1780–1843), deutscher Landwirt und Politiker, MdL Nassau, Schultheiß in Eschborn
- Peter Kunz (1816–1888), deutscher Landwirt und Politiker, MdL Nassau, Bürgermeister in Eschborn
- Philipp Reges (1821–1870), Landwirt und Mitglied der Landstände des Herzogtums Nassau
- Heinrich Christoph (1841–1905), Landwirt und Bürgermeister sowie Landtagsabgeordneter
- Karl Hopf (1863–1914), Serienmörder, lebte in Niederhöchstadt und betrieb eine Hundeschule
- Hanny Franke (1890–1973), Landschaftsmaler (Werke im Eschborner Museum), lebte ab 1963 in Eschborn
- Hermann Balthasar Buch (1896–1959), SS-Scharführer, 1944 Lagerführer des „Zigeunerlagers“ im KZ Auschwitz
- Hermann Schwann (1899–1977), Diplom-Landwirt und Politiker, Mitglied des Bundestages, in Niederhöchstadt geboren
- Josef Schäfer (1902–1994), in Niederhöchstadt geborener Politiker, Mitglied des Bayerischen Landtags
- Gleb Rahr (1922–2006), exilrussischer Journalist und Kirchenhistoriker, Vater von Alexander Rahr, lebte 1964–1975 in Eschborn.[40]
- Sigrid Abel-Struth (1924–1987), Musikpädagogin, Hochschullehrerin und Musikschriftstellerin, wohnte in Eschborn
- Horst Gauf (1924–2009), Generalstaatsanwalt in Hessen
- Karl-Heinz Koch (1924–2007), ehemaliger hessischer Justizminister (CDU); Vater von Roland Koch
- Fritz Cron (1925–2017), Motorradrennfahrer, Weltmeister 1954 und 1956 im Gespann von Wilhelm Noll. Er verstarb in Eschborn.
- Jochen Riebel (1945–2015), ehemaliger Bürgermeister, hessischer Minister für Bundes- und Europaangelegenheiten in der Hessischen Staatskanzlei (CDU)
- Kordula Schulz-Asche (* 1956)
- Roland Koch (* 1958), ehemaliger hessischer Ministerpräsident (CDU), ist in Eschborn aufgewachsen und wohnt noch heute dort.
- Alexander Rahr (* 1959), Politologe und internationaler Russlandberater, ist in Eschborn aufgewachsen.[41]
- Maria Regina Kaiser (* 1952) Schriftstellerin und Althistorikerin, lebte 20 Jahre in Eschborn.